# English Football League Championship 2024-25
La EFL Championship 2024-25 fue la vigésima primera edición de la segunda categoría futbolística de Inglaterra.
Un total de 24 equipos participan en la competición, incluyendo 18 equipos de la temporada anterior, 3 provenientes de la Premier League 2023-24 y 3 provenientes de la EFL One 2023-24.

## Relevos
| Pos.  | Ascendidos a Premier League |
| ----- | --------------------------- |
| 1.º   | Leicester City              |
| 2.º   | Ipswich Town                |
| Prom. | Southampton                 |

| Pos. | Descendidos a EFL One |
| ---- | --------------------- |
| 22.º | Birmingham City       |
| 23.º | Huddersfield Town     |
| 24.º | Rotherham United      |

| Pos.  | Ascendidos de EFL One |
| ----- | --------------------- |
| 1.º   | Portsmouth            |
| 2.º   | Derby County          |
| Prom. | Oxford United         |

| Pos. | Descendidos de Premier League |
| ---- | ----------------------------- |
| 18.º | Luton Town                    |
| 19.º | Burnley                       |
| 20.º | Sheffield United              |

## Información
| Equipo               | Ciudad         | Entrenador         | Capitán          | Estadio                         | Capacidad | Proveedor   | Patrocinador (Pecho)                      | Patrocinador (Manga) |
| -------------------- | -------------- | ------------------ | ---------------- | ------------------------------- | --------- | ----------- | ----------------------------------------- | -------------------- |
| Blackburn Rovers     | Blackburn      | Valérien Ismaël    | Dominic Hyam     | Ewood Park                      | 31 367    | Macron      | Watson Ramsbottom Solicitors              |                      |
| Bristol City         | Bristol        | Liam Manning       | Andreas Weimann  | Ashton Gate Stadium             | 27 000    | O'Neills    | Huboo                                     |                      |
| Burnley              | Burnley        | Scott Parker       | Jack Cork        | Turf Moor                       | 21 944    | Castore     | 96.com                                    | Uphold               |
| Cardiff City         | Cardiff        | Aaron Ramsey       | Joe Ralls        | Cardiff City Stadium            | 33 280    | New Balance | Tourism Malaysia                          |                      |
| Coventry City        | Coventry       | Frank Lampard      | Liam Kelly       | Coventry Building Society Arena | 29 409    | Hummel      | Monzo Bank                                |                      |
| Derby County         | Derby          | John Eustace       | Conor Hourihane  | Pride Park Stadium              | 33 597    | Puma        | FanHub                                    |                      |
| Hull City            | Hull           | Rubén Sellés       | Lewie Coyle      | MKM Stadium                     | 25 586    | Kappa       | Corendon Airlines                         | Efes Beverage Group  |
| Leeds United         | Leeds          | Daniel Farke       | Liam Cooper      | Elland Road                     | 37 890    | Adidas      | Red Bull                                  | BOXT                 |
| Luton Town           | Luton          | Matt Bloomfield    | Tom Lockyer      | Kenilworth Road                 | 10 356    | Umbro       | Utilita                                   | Freenow              |
| Middlesbrough        | Middlesbrough  | Michael Carrick    | Jonny Howson     | Riverside Stadium               | 34 742    | Erreà       | Unibet                                    | Host and Stay        |
| Millwall             | Londres        | Alex Neil          | Shaun Hutchinson | The Den                         | 20 146    | Erreà       | MyGuava                                   | Masons Scaffolding   |
| Norwich City         | Norwich        | Jack Wilshere      | Grant Hanley     | Carrow Road                     | 27 359    | Joma        | Blakely                                   | AEC Illuminazione    |
| Oxford United        | Oxford         | Gary Rowett        | Elliott Moore    | Kassam Stadium                  | 12 500    | Macron      | Baxi                                      |                      |
| Plymouth Argyle      | Plymouth       | Miron Muslic       | Joe Edwards      | Home Park                       | 17 900    | Puma        | Classic Builders                          |                      |
| Portsmouth           | Portsmouth     | John Mousinho      | Marlon Pack      | Fratton Park                    | 21 100    | Nike        | University of Portsmouth                  |                      |
| Preston North End    | Preston        | Paul Heckingbottom | Alan Browne      | Deepdale                        | 23 404    | Castore     | PAR Group                                 | PAR Group            |
| Queens Park Rangers  | Londres        | Martí Cifuentes    | Stefan Johansen  | Loftus Road                     | 18 439    | Erreà       | CopyBet                                   |                      |
| Sheffield United     | Sheffield      | Chris Wilder       | Oliver Norwood   | Bramall Lane                    | 32 050    | Erreà       |                                           | Gtech                |
| Sheffield Wednesday  | Sheffield      | Danny Röhl         | Barry Bannan     | Hillsborough Stadium            | 39 732    | Macron      |                                           |                      |
| Stoke City           | Stoke-on-Trent | Mark Robins        | Lewis Baker      | Bet365 Stadium                  | 30 089    | Macron      | Bet365                                    |                      |
| Sunderland           | Sunderland     | Régis Le Bris      | Corry Evans      | Stadium of Light                | 49 000    | Hummel      | Spreadex                                  | Vertu Motors         |
| Swansea City         | Swansea        | Alan Sheehan       | Matt Grimes      | Liberty Stadium                 | 21 088    | Joma        | Reviva Coffee (local y tercero) Westacres |                      |
| Watford              | Watford        | Tom Cleverley      | Daniel Bachmann  | Vicarage Road                   | 22 200    | Kelme       | MrQ.com                                   | Corpay               |
| West Bromwich Albion | West Bromwich  | James Morrison     | Jed Wallace      | The Hawthorns                   | 26 850    | Macron      | Ideal Heating                             |                      |

### Cambios de entrenadores
| Equipo               | Entrenador (Jornadas)         | Tipo de salida                | Fecha de vacante         | Posición en la tabla | Entrenador entrante  | Fecha de nombramiento    |
| -------------------- | ----------------------------- | ----------------------------- | ------------------------ | -------------------- | -------------------- | ------------------------ |
| Plymouth Argyle      | Neil Dewsnip                  | Fin de contrato               | 4 de mayo de 2024        | Pretemporada         | Wayne Rooney         | 25 de mayo de 2024       |
| Sunderland           | Mike Dodds                    | Fin de contrato               | 4 de mayo de 2024        | Pretemporada         | Régis Le Bris        | 22 de junio de 2024      |
| Hull City            | Liam Rosenior                 | Destitución                   | 7 de mayo de 2024        | Pretemporada         | Tim Walter           | 31 de mayo de 2024       |
| Norwich City         | David Wagner                  | Destitución                   | 17 de mayo de 2024       | Pretemporada         | Johannes Hoff Thorup | 30 de mayo de 2024       |
| Burnley              | Vincent Kompany               | Contratado por Bayern Múnich  | 29 de mayo de 2024       | Pretemporada         | Scott Parker         | 5 de julio de 2024       |
| Preston North End    | Ryan Lowe                     | Mutuo acuerdo                 | 12 de agosto de 2024     | 23.º                 | Paul Heckingbottom   | 20 de agosto de 2024     |
| Stoke City           | Steven Schumacher (1 - 5)     | Destitución                   | 16 de septiembre de 2024 | 13.º                 | Narcís Pelach        | 18 de septiembre de 2024 |
| Cardiff City         | Erol Bulut (1 - 6)            | Destitución                   | 22 de septiembre de 2024 | 24.º                 | Omer Riza            | 4 de diciembre de 2024   |
| Coventry City        | Mark Robins (1 - 14)          | Destitución                   | 7 de noviembre de 2024   | 17.º                 | Frank Lampard        | 28 de noviembre de 2024  |
| Hull City            | Tim Walter (1 - 17)           | Destitución                   | 27 de noviembre de 2024  | 22.º                 | Rubén Sellés         | 6 de diciembre de 2024   |
| Oxford United        | Des Buckingham (1 - 21)       | Destitución                   | 15 de diciembre de 2024  | 20.º                 | Gary Rowett          | 20 de diciembre de 2024  |
| Millwall             | Neil Harris (1 - 21)          | Dimisión                      | 15 de diciembre de 2024  | 13.º                 | Alex Neil            | 29 de diciembre de 2024  |
| West Bromwich Albion | Carlos Corberán (1 - 22)      | Contratado por Valencia C. F. | 24 de diciembre de 2024  | 7.º                  | Tony Mowbray         | 17 de enero de 2025      |
| Stoke City           | Narcís Pelach (6 - 22)        | Destitución                   | 27 de diciembre de 2024  | 19.º                 | Mark Robins          | 1 de enero de 2025       |
| Plymouth Argyle      | Wayne Rooney (1 - 24)         | Mutuo acuerdo                 | 31 de diciembre de 2024  | 24.º                 | Miron Muslic         | 10 de enero de 2025      |
| Luton Town           | Rob Edwards (1 - 26)          | Destitución                   | 9 de enero de 2025       | 20.º                 | Matt Bloomfield      | 14 de enero de 2025      |
| Derby County         | Paul Warne (1 - 30)           | Destitución                   | 7 de febrero de 2025     | 22.º                 | John Eustace         | 13 de febrero de 2025    |
| Blackburn Rovers     | John Eustace (1 - 32)         | Contratado por Derby County   | 13 de febrero de 2025    | 5.º                  | Valérien Ismaël      | 26 de febrero de 2025    |
| Swansea City         | Luke Williams (1 - 33)        | Destitución                   | 17 de febrero de 2025    | 17.º                 | Alan Sheehan         | 17 de febrero de 2025    |
| Cardiff City         | Omer Riza (18 - 43)           | Destitución                   | 19 de abril de 2025      | 23.º                 | Aaron Ramsey         | 19 de abril de 2025      |
| West Bromwich Albion | Tony Mowbray (27 - 44)        | Destitución                   | 21 de abril de 2025      | 10.º                 | James Morrison       | 21 de abril de 2025      |
| Norwich City         | Johannes Hoff Thorup (1 - 44) | Destitución                   | 22 de abril de 2025      | 14.º                 | Jack Wilshere        | 22 de abril de 2025      |

## Localización
| Condado                     | N.º | Equipos                                       |
| --------------------------- | --- | --------------------------------------------- |
| Lancashire                  | 3   | Blackburn Rovers, Burnley y Preston North End |
| Gran Londres                | 2   | Millwall y Queens Park Rangers                |
| Tierras Medias Occidentales | 2   | Coventry City y West Bromwich Albion          |
| Yorkshire del Sur           | 2   | Sheffield United y Sheffield Wednesday        |
| Gales                       | 2   | Cardiff City y Swansea City                   |
| Bedfordshire                | 1   | Luton Town                                    |
| Bristol                     | 1   | Bristol City                                  |
| Derbyshire                  | 1   | Derby County                                  |
| Devon                       | 1   | Plymouth Argyle                               |
| Hampshire                   | 1   | Portsmouth                                    |
| Hertfordshire               | 1   | Watford                                       |
| Norfolk                     | 1   | Norwich City                                  |
| Oxfordshire                 | 1   | Oxford United                                 |
| Staffordshire               | 1   | Stoke City                                    |
| Tyne y Wear                 | 1   | Sunderland                                    |
| Yorkshire del Este          | 1   | Hull City                                     |
| Yorkshire del Norte         | 1   | Middlesbrough                                 |
| Yorkshire del Oeste         | 1   | Leeds United                                  |

## Desarrollo

### Clasificación
| Pos. | Equipo               | Pts. | PJ | G  | E  | P  | GF | GC | Dif. | Clasificación o descenso                 |
| ---- | -------------------- | ---- | -- | -- | -- | -- | -- | -- | ---- | ---------------------------------------- |
| 1    | Leeds United (C, A)  | 100  | 46 | 29 | 13 | 4  | 95 | 30 | +65  | Ascenso a la Premier League              |
| 2    | Burnley (A)          | 100  | 46 | 28 | 16 | 2  | 69 | 16 | +53  | Ascenso a la Premier League              |
| 3    | Sheffield United     | 90   | 46 | 28 | 8  | 10 | 63 | 36 | +27  | Play-offs de ascenso a la Premier League |
| 4    | Sunderland (A)       | 76   | 46 | 21 | 13 | 12 | 58 | 44 | +14  | Play-offs de ascenso a la Premier League |
| 5    | Coventry City        | 69   | 46 | 20 | 9  | 17 | 64 | 58 | +6   | Play-offs de ascenso a la Premier League |
| 6    | Bristol City         | 68   | 46 | 17 | 17 | 12 | 59 | 55 | +4   | Play-offs de ascenso a la Premier League |
| 7    | Blackburn Rovers     | 66   | 46 | 19 | 9  | 18 | 53 | 48 | +5   |                                          |
| 8    | Millwall             | 66   | 46 | 18 | 12 | 16 | 47 | 49 | −2   |                                          |
| 9    | West Bromwich Albion | 64   | 46 | 15 | 19 | 12 | 57 | 47 | +10  |                                          |
| 10   | Middlesbrough        | 64   | 46 | 18 | 10 | 18 | 64 | 56 | +8   |                                          |
| 11   | Swansea City         | 61   | 46 | 17 | 10 | 19 | 51 | 56 | −5   |                                          |
| 12   | Sheffield Wednesday  | 58   | 46 | 15 | 13 | 18 | 60 | 69 | −9   |                                          |
| 13   | Norwich City         | 57   | 46 | 14 | 15 | 17 | 71 | 68 | +3   |                                          |
| 14   | Watford              | 57   | 46 | 16 | 9  | 21 | 53 | 61 | −8   |                                          |
| 15   | Queens Park Rangers  | 56   | 46 | 14 | 14 | 18 | 53 | 63 | −10  |                                          |
| 16   | Portsmouth           | 54   | 46 | 14 | 12 | 20 | 58 | 71 | −13  |                                          |
| 17   | Oxford United        | 53   | 46 | 13 | 14 | 19 | 49 | 65 | −16  |                                          |
| 18   | Stoke City           | 51   | 46 | 12 | 15 | 19 | 45 | 62 | −17  |                                          |
| 19   | Derby County         | 50   | 46 | 13 | 11 | 22 | 48 | 56 | −8   |                                          |
| 20   | Preston North End    | 50   | 46 | 10 | 20 | 16 | 50 | 59 | −9   |                                          |
| 21   | Hull City            | 49   | 46 | 12 | 13 | 21 | 44 | 54 | −10  |                                          |
| 22   | Luton Town (D)       | 49   | 46 | 13 | 10 | 23 | 45 | 69 | −24  | Descenso a la League One                 |
| 23   | Plymouth Argyle (D)  | 46   | 46 | 11 | 13 | 22 | 51 | 88 | −37  | Descenso a la League One                 |
| 24   | Cardiff City (D)     | 44   | 46 | 9  | 17 | 20 | 48 | 73 | −25  | Descenso a la League One                 |

Actualizado a los partidos jugados el 3 de mayo de 2025.
 Fuente: EFL Championship
Notas:
1. ↑  Sheffield United fue sancionado con la resta de 2 puntos por decisiones federativas.

### Evolución de la clasificación
| Equipo               | 01 | 02 | 03 | 04 | 05 | 06 | 07 | 08 | 09 | 10 | 11 | 12 | 13 | 14 | 15 | 16  | 17   | 18   | 19   | 20   | 21   | 22   | 23   | 24   | 25   | 26   | 27  | 28  | 29  | 30 | 31  | 32  | 33  | 34  | 35 | 36 | 37 | 38 | 39 | 40 | 41 | 42 | 43 | 44 | 45 | 46 |
| Equipo               |    |    |    |    |    |    |    |    |    |    |    |    |    |    |    |     |      |      |      |      |      |      |      |      |      |      |     |     |     |    |     |     |     |     |    |    |    |    |    |    |    |    |    |    |    |    |
| -------------------- | -- | -- | -- | -- | -- | -- | -- | -- | -- | -- | -- | -- | -- | -- | -- | --- | ---- | ---- | ---- | ---- | ---- | ---- | ---- | ---- | ---- | ---- | --- | --- | --- | -- | --- | --- | --- | --- | -- | -- | -- | -- | -- | -- | -- | -- | -- | -- | -- | -- |
| Leeds United         | 11 | 15 | 6  | 4  | 9  | 6  | 5  | 5  | 5  | 3  | 3  | 3  | 2  | 3  | 3  | 1   | 1    | 3    | 2    | 2    | 2    | 2    | 1    | 1    | 1    | 1    | 1   | 1   | 1   | 1  | 1   | 1   | 1   | 1   | 1  | 1  | 1  | 1  | 2  | 3  | 1  | 1  | 1  | 1  | 1  | 1  |
| Burnley              | 2  | 1  | 5  | 6  | 4  | 3  | 4  | 2  | 3  | 2  | 2  | 2  | 4  | 4  | 4  | 4   | 3    | 2    | 3    | 3    | 3    | 3    | 3    | 3    | 2    | 2    | 3   | 3   | 3   | 3  | 3   | 3   | 3   | 3   | 3  | 3  | 3  | 3  | 3  | 1  | 2  | 2  | 2  | 2  | 2  | 2  |
| Sheffield United     | 10 | 14 | 11 | 8  | 6  | 5  | 6  | 3  | 2  | 4  | 5  | 4  | 3  | 2  | 2  | 3   | 2    | 1    | 1    | 1    | 1    | 1    | 2    | 2    | 3    | 3    | 2   | 2   | 2   | 2  | 2   | 2   | 2   | 2   | 2  | 2  | 2  | 2  | 1  | 2  | 3  | 3  | 3  | 3  | 3  | 3  |
| Sunderland           | 6  | 2  | 1  | 1  | 2  | 2  | 3  | 1  | 1  | 1  | 1  | 1  | 1  | 1  | 1  | 2   | 4    | 4    | 4    | 4    | 4    | 4    | 4    | 4    | 4    | 4    | 4   | 4   | 4   | 4  | 4   | 4   | 4   | 4   | 4  | 4  | 4  | 4  | 4  | 4  | 4  | 4  | 4  | 4  | 4  | 4  |
| Coventry City        | 16 | 10 | 9  | 17 | 14 | 19 | 21 | 17 | 20 | 21 | 22 | 18 | 13 | 17 | 17 | 17  | 17   | 16   | 14   | 16   | 15   | 17   | 15   | 15   | 14   | 16   | 14  | 13  | 12  | 11 | 12  | 10  | 7   | 7   | 5  | 5  | 6  | 5  | 5  | 7  | 6  | 6  | 6  | 6  | 6  | 5  |
| Bristol City         | 13 | 6  | 7  | 14 | 17 | 13 | 14 | 13 | 16 | 10 | 10 | 11 | 9  | 11 | 10 | 10  | 12   | 11   | 12   | 11   | 11   | 12   | 11   | 10   | 10   | 8    | 9   | 9   | 8   | 9  | 9   | 7   | 8   | 8   | 7  | 7  | 7  | 7  | 8  | 6  | 5  | 5  | 5  | 5  | 5  | 6  |
| Blackburn Rovers     | 3  | 4  | 3  | 5  | 3  | 4  | 2  | 6  | 8  | 6  | 6  | 6  | 8  | 10 | 9  | 9*  | 8*   | 8*   | 6*   | 5*   | 5*   | 5*   | 5*   | 5*   | 7*   | 7*   | 5   | 6   | 7   | 5  | 6   | 5   | 5   | 6   | 8  | 8  | 9  | 9  | 11 | 12 | 12 | 10 | 10 | 9  | 8  | 7  |
| Millwall             | 15 | 22 | 22 | 15 | 18 | 18 | 15 | 16 | 18 | 20 | 13 | 10 | 7  | 6  | 8  | 8   | 9*   | 10*  | 11*  | 13*  | 13*  | 10*  | 13*  | 13*  | 13*  | 14*  | 17* | 17* | 16* | 13 | 14* | 14* | 14* | 11  | 12 | 12 | 13 | 11 | 13 | 9  | 9  | 9  | 9  | 8  | 7  | 8  |
| West Bromwich Albion | 4  | 5  | 4  | 2  | 1  | 1  | 1  | 4  | 4  | 5  | 4  | 5  | 6  | 5  | 5  | 6   | 7    | 7    | 8    | 6    | 8    | 7    | 8    | 8    | 6    | 6    | 6   | 7   | 5   | 6  | 5   | 6   | 6   | 5   | 6  | 6  | 5  | 6  | 6  | 8  | 8  | 7  | 8  | 10 | 10 | 9  |
| Middlesbrough        | 8  | 11 | 10 | 7  | 10 | 12 | 8  | 7  | 9  | 9  | 8  | 9  | 11 | 8  | 7  | 5   | 6    | 5    | 5    | 7    | 6    | 6    | 7    | 6    | 5    | 5    | 7   | 5   | 6   | 7  | 7*  | 9*  | 11* | 13* | 9  | 9  | 8  | 8  | 7  | 5  | 7  | 8  | 7  | 7  | 9  | 10 |
| Swansea City         | 17 | 7  | 8  | 16 | 11 | 7  | 9  | 12 | 11 | 13 | 14 | 17 | 12 | 9  | 11 | 14  | 11   | 13   | 13   | 9    | 10   | 11   | 10   | 9    | 12   | 12   | 13  | 15  | 17  | 17 | 16  | 17  | 17  | 16  | 16 | 15 | 16 | 16 | 16 | 15 | 14 | 12 | 11 | 11 | 11 | 11 |
| Sheffield Wednesday  | 1  | 9  | 16 | 20 | 20 | 22 | 18 | 19 | 15 | 18 | 18 | 13 | 18 | 15 | 15 | 15  | 13   | 12   | 9    | 12   | 9    | 9    | 9    | 11   | 9    | 10   | 10  | 11  | 10  | 10 | 11  | 8   | 9   | 12  | 13 | 13 | 11 | 12 | 12 | 13 | 13 | 14 | 15 | 13 | 12 | 12 |
| Norwich City         | 21 | 19 | 20 | 13 | 15 | 11 | 10 | 10 | 7  | 7  | 7  | 8  | 10 | 12 | 14 | 13  | 10   | 9    | 10   | 10   | 12   | 13   | 12   | 12   | 11   | 11   | 11  | 12  | 11  | 8  | 8   | 11  | 12  | 10  | 11 | 10 | 12 | 13 | 10 | 11 | 11 | 13 | 13 | 14 | 14 | 13 |
| Watford              | 7  | 3  | 2  | 3  | 5  | 8  | 7  | 8  | 6  | 8  | 9  | 7  | 5  | 7  | 6  | 7   | 5    | 6    | 7*   | 8*   | 7*   | 8*   | 6*   | 7*   | 8*   | 9*   | 8   | 8   | 9   | 12 | 10  | 12  | 10  | 9   | 10 | 11 | 10 | 10 | 9  | 10 | 10 | 11 | 12 | 12 | 13 | 14 |
| Queens Park Rangers  | 19 | 18 | 19 | 12 | 12 | 14 | 17 | 22 | 22 | 24 | 23 | 23 | 23 | 23 | 24 | 24  | 23   | 23   | 20   | 19   | 18   | 14   | 17   | 17   | 15   | 13   | 12  | 10  | 13  | 14 | 13  | 13  | 13  | 14  | 14 | 14 | 14 | 15 | 15 | 16 | 15 | 15 | 14 | 15 | 15 | 15 |
| Portsmouth           | 12 | 16 | 13 | 18 | 23 | 23 | 23 | 23 | 23 | 23 | 24 | 24 | 24 | 24 | 23 | 23* | 24** | 24** | 23** | 21** | 22** | 20** | 21** | 23** | 21** | 21** | 22* | 18* | 21* | 20 | 20  | 18  | 18  | 17  | 17 | 17 | 17 | 17 | 17 | 17 | 17 | 17 | 18 | 16 | 16 | 16 |
| Oxford United        | 5  | 8  | 12 | 9  | 7  | 9  | 11 | 11 | 10 | 11 | 11 | 14 | 19 | 16 | 16 | 18  | 18   | 17   | 19*  | 20*  | 20*  | 23*  | 20*  | 20*  | 18*  | 17*  | 15  | 14  | 15  | 16 | 17  | 16  | 16  | 18  | 18 | 18 | 20 | 18 | 19 | 18 | 18 | 18 | 19 | 19 | 17 | 17 |
| Stoke City           | 9  | 13 | 17 | 11 | 13 | 17 | 20 | 15 | 17 | 16 | 17 | 19 | 16 | 14 | 13 | 12  | 14   | 14   | 15   | 18   | 17   | 19   | 19   | 18   | 19   | 19   | 18  | 19  | 20  | 18 | 18* | 19* | 19* | 19* | 20 | 20 | 19 | 20 | 18 | 20 | 20 | 19 | 16 | 17 | 18 | 18 |
| Derby County         | 18 | 12 | 15 | 10 | 8  | 10 | 13 | 14 | 12 | 12 | 12 | 12 | 14 | 13 | 12 | 11  | 15   | 15   | 16   | 17   | 14   | 16   | 14   | 16   | 17   | 18   | 19  | 21  | 22  | 22 | 22  | 21  | 22  | 23  | 24 | 22 | 22 | 22 | 20 | 21 | 21 | 21 | 21 | 21 | 19 | 19 |
| Preston North End    | 22 | 23 | 18 | 21 | 21 | 21 | 22 | 21 | 19 | 15 | 16 | 16 | 20 | 20 | 20 | 20  | 19   | 18   | 17   | 14   | 16   | 18   | 16   | 14   | 16   | 15   | 16  | 16  | 14  | 15 | 15* | 15* | 15* | 15  | 15 | 16 | 15 | 14 | 14 | 14 | 16 | 16 | 17 | 18 | 20 | 20 |
| Hull City            | 14 | 17 | 14 | 19 | 22 | 16 | 12 | 9  | 13 | 14 | 15 | 15 | 15 | 18 | 19 | 22  | 22   | 22   | 24   | 24   | 24   | 21   | 22   | 21   | 22   | 22   | 21  | 22  | 19  | 21 | 21* | 22* | 21* | 20* | 19 | 19 | 18 | 19 | 21 | 19 | 19 | 20 | 20 | 20 | 22 | 21 |
| Luton Town           | 23 | 20 | 23 | 23 | 19 | 15 | 19 | 20 | 21 | 17 | 19 | 22 | 21 | 19 | 21 | 16  | 16   | 19   | 18   | 15   | 19   | 15   | 18   | 19   | 20   | 20   | 23  | 23  | 23  | 23 | 23* | 24* | 24* | 24  | 22 | 23 | 23 | 23 | 23 | 23 | 23 | 23 | 22 | 22 | 21 | 22 |
| Plymouth Argyle      | 24 | 21 | 21 | 22 | 16 | 20 | 16 | 18 | 14 | 19 | 21 | 21 | 22 | 22 | 18 | 19  | 20   | 24   | 22*  | 23*  | 23*  | 24*  | 24*  | 24*  | 24*  | 24*  | 24  | 24  | 24  | 24 | 24* | 23* | 23* | 22  | 23 | 24 | 24 | 24 | 24 | 24 | 24 | 24 | 24 | 24 | 23 | 23 |
| Cardiff City         | 20 | 24 | 24 | 24 | 24 | 24 | 24 | 24 | 24 | 22 | 20 | 20 | 17 | 21 | 22 | 21  | 21   | 21   | 21*  | 22*  | 21*  | 22*  | 23*  | 22*  | 23*  | 23*  | 20  | 20  | 18  | 19 | 19* | 20* | 20* | 21* | 21 | 21 | 21 | 21 | 22 | 22 | 22 | 22 | 23 | 23 | 24 | 24 |

(*) Indica la posición del equipo con un partido pendiente

## Resultados
- Todos los horarios corresponden al huso horario del Reino Unido (Hora de Europa Occidental): UTC+0 en horario estándar y UTC+1 en horario de verano.

### Primera vuelta
| Blackburn Rovers    | 4 - 2 | Derby County         | Ewood Park           | 9 de agosto  | 20:00 |
| Preston North End   | 0 - 2 | Sheffield United     | Deepdale             | 9 de agosto  | 20:00 |
| Cardiff City        | 0 - 2 | Sunderland           | Cardiff City Stadium | 10 de agosto | 12:30 |
| Hull City           | 1 - 1 | Bristol City         | MKM Stadium          | 10 de agosto | 12:30 |
| Leeds United        | 3 - 3 | Portsmouth           | Elland Road          | 10 de agosto | 12:30 |
| Middlesbrough       | 1 - 0 | Swansea City         | Riverside Stadium    | 10 de agosto | 12:30 |
| Millwall            | 2 - 3 | Watford              | The Den              | 10 de agosto | 12:30 |
| Oxford United       | 2 - 0 | Norwich City         | Kassam Stadium       | 10 de agosto | 12:30 |
| Queens Park Rangers | 1 - 3 | West Bromwich Albion | Loftus Road          | 10 de agosto | 12:30 |
| Stoke City          | 1 - 0 | Coventry City        | Bet365 Stadium       | 10 de agosto | 12:30 |
| Sheffield Wednesday | 4 - 0 | Plymouth Argyle      | Hillsborough Stadium | 11 de agosto | 16:00 |
| Luton Town          | 1 - 4 | Burnley              | Kenilworth Road      | 12 de agosto | 20:00 |

| Coventry City        | 3 - 2 | Oxford United       | Coventry Building Society Arena | 16 de agosto | 20:00 |
| Derby County         | 1 - 0 | Middlesbrough       | Pride Park Stadium              | 17 de agosto | 12:30 |
| Portsmouth           | 0 - 0 | Luton Town          | Fratton Park                    | 17 de agosto | 12:30 |
| West Bromwich Albion | 0 - 0 | Leeds United        | The Hawthorns                   | 17 de agosto | 12:30 |
| Bristol City         | 4 - 3 | Millwall            | Ashton Gate Stadium             | 17 de agosto | 15:00 |
| Burnley              | 5 - 0 | Cardiff City        | Turf Moor                       | 17 de agosto | 15:00 |
| Norwich City         | 2 - 2 | Blackburn Rovers    | Carrow Road                     | 17 de agosto | 15:00 |
| Plymouth Argyle      | 1 - 1 | Hull City           | Home Park                       | 17 de agosto | 15:00 |
| Sheffield United     | 2 - 2 | Queens Park Rangers | Bramall Lane                    | 17 de agosto | 15:00 |
| Swansea City         | 3 - 0 | Preston North End   | Liberty Stadium                 | 17 de agosto | 15:00 |
| Watford              | 3 - 0 | Stoke City          | Vicarage Road                   | 17 de agosto | 15:00 |
| Sunderland           | 4 - 0 | Sheffield Wednesday | Stadium of Light                | 18 de agosto | 12:00 |

| Sheffield Wednesday | 0 - 2 | Leeds United         | Hillsborough Stadium | 23 de agosto | 20:00 |
| Bristol City        | 1 - 1 | Coventry City        | Ashton Gate Stadium  | 24 de agosto | 12:30 |
| Hull City           | 0 - 0 | Millwall             | MKM Stadium          | 24 de agosto | 12:30 |
| Queens Park Rangers | 1 - 1 | Plymouth Argyle      | Loftus Road          | 24 de agosto | 12:30 |
| Blackburn Rovers    | 2 - 1 | Oxford United        | Ewood Park           | 24 de agosto | 15:00 |
| Middlesbrough       | 2 - 2 | Portsmouth           | Riverside Stadium    | 24 de agosto | 15:00 |
| Norwich City        | 1 - 1 | Sheffield United     | Carrow Road          | 24 de agosto | 15:00 |
| Preston North End   | 1 - 0 | Luton Town           | Deepdale             | 24 de agosto | 15:00 |
| Stoke City          | 1 - 2 | West Bromwich Albion | Bet365 Stadium       | 24 de agosto | 15:00 |
| Sunderland          | 1 - 0 | Burnley              | Stadium of Light     | 24 de agosto | 15:00 |
| Watford             | 2 - 1 | Derby County         | Vicarage Road        | 24 de agosto | 15:00 |
| Swansea City        | 1 - 1 | Cardiff City         | Liberty Stadium      | 25 de agosto | 15:00 |

| Luton Town           | 1 - 2 | Queens Park Rangers | Kenilworth Road                 | 30 de agosto    | 20:00 |
| Burnley              | 1 - 1 | Blackburn Rovers    | Turf Moor                       | 31 de agosto    | 12:30 |
| Cardiff City         | 0 - 2 | Middlesbrough       | Cardiff City Stadium            | 31 de agosto    | 12:30 |
| Coventry City        | 0 - 1 | Norwich City        | Coventry Building Society Arena | 31 de agosto    | 12:30 |
| Derby County         | 3 - 0 | Bristol City        | Pride Park Stadium              | 31 de agosto    | 15:00 |
| Leeds United         | 2 - 0 | Hull City           | Elland Road                     | 31 de agosto    | 15:00 |
| Millwall             | 3 - 0 | Sheffield Wednesday | The Den                         | 31 de agosto    | 15:00 |
| Oxford United        | 3 - 1 | Preston North End   | Kassam Stadium                  | 31 de agosto    | 15:00 |
| Plymouth Argyle      | 0 - 1 | Stoke City          | Home Park                       | 31 de agosto    | 15:00 |
| Portsmouth           | 1 - 3 | Sunderland          | Fratton Park                    | 31 de agosto    | 15:00 |
| West Bromwich Albion | 1 - 0 | Swansea City        | The Hawthorns                   | 31 de agosto    | 15:00 |
| Sheffield United     | 1 - 0 | Watford             | Bramall Lane                    | 1 de septiembre | 15:00 |

| Hull City           | 0 - 2 | Sheffield United     | MKM Stadium          | 13 de septiembre | 20:00 |
| Leeds United        | 0 - 1 | Burnley              | Elland Road          | 14 de septiembre | 12:30 |
| Millwall            | 0 - 1 | Luton Town           | The Den              | 14 de septiembre | 12:30 |
| Oxford United       | 1 - 0 | Stoke City           | Kassam Stadium       | 14 de septiembre | 12:30 |
| Blackburn Rovers    | 3 - 0 | Bristol City         | Ewood Park           | 14 de septiembre | 15:00 |
| Derby County        | 1 - 0 | Cardiff City         | Pride Park Stadium   | 14 de septiembre | 15:00 |
| Middlesbrough       | 1 - 1 | Preston North End    | Riverside Stadium    | 14 de septiembre | 15:00 |
| Plymouth Argyle     | 3 - 2 | Sunderland           | Home Park            | 14 de septiembre | 15:00 |
| Sheffield Wednesday | 1 - 1 | Queens Park Rangers  | Hillsborough Stadium | 14 de septiembre | 15:00 |
| Swansea City        | 1 - 0 | Norwich City         | Liberty Stadium      | 14 de septiembre | 15:00 |
| Watford             | 1 - 1 | Coventry City        | Vicarage Road        | 14 de septiembre | 15:00 |
| Portsmouth          | 0 - 3 | West Bromwich Albion | Fratton Park         | 15 de septiembre | 15:00 |

| Stoke City           | 1 - 3 | Hull City           | Bet365 Stadium                  | 20 de septiembre | 20:00 |
| Norwich City         | 4 - 1 | Watford             | Carrow Road                     | 21 de septiembre | 12:30 |
| Queens Park Rangers  | 1 - 1 | Millwall            | Loftus Road                     | 21 de septiembre | 12:30 |
| Sunderland           | 1 - 0 | Middlesbrough       | Stadium of Light                | 21 de septiembre | 12:30 |
| Bristol City         | 2 - 1 | Oxford United       | Ashton Gate Stadium             | 21 de septiembre | 15:00 |
| Burnley              | 2 - 1 | Portsmouth          | Turf Moor                       | 21 de septiembre | 15:00 |
| Cardiff City         | 0 - 2 | Leeds United        | Cardiff City Stadium            | 21 de septiembre | 15:00 |
| Coventry City        | 1 - 2 | Swansea City        | Coventry Building Society Arena | 21 de septiembre | 15:00 |
| Luton Town           | 2 - 1 | Sheffield Wednesday | Kenilworth Road                 | 21 de septiembre | 15:00 |
| Sheffield United     | 1 - 0 | Derby County        | Bramall Lane                    | 21 de septiembre | 15:00 |
| West Bromwich Albion | 1 - 0 | Plymouth Argyle     | The Hawthorns                   | 21 de septiembre | 15:00 |
| Preston North End    | 0 - 0 | Blackburn Rovers    | Deepdale                        | 22 de septiembre | 12:00 |

| Plymouth Argyle     | 3 - 1 | Luton Town           | Home Park            | 27 de septiembre | 20:00 |
| Blackburn Rovers    | 2 - 0 | Queens Park Rangers  | Ewood Park           | 28 de septiembre | 12:30 |
| Derby County        | 2 - 3 | Norwich City         | Pride Park Stadium   | 28 de septiembre | 12:30 |
| Sheffield Wednesday | 3 - 2 | West Bromwich Albion | Hillsborough Stadium | 28 de septiembre | 12:30 |
| Hull City           | 4 - 1 | Cardiff City         | MKM Stadium          | 28 de septiembre | 15:00 |
| Leeds United        | 3 - 0 | Coventry City        | Elland Road          | 28 de septiembre | 15:00 |
| Middlesbrough       | 2 - 0 | Stoke City           | Riverside Stadium    | 28 de septiembre | 15:00 |
| Millwall            | 3 - 1 | Preston North End    | The Den              | 28 de septiembre | 15:00 |
| Oxford United       | 0 - 0 | Burnley              | Kassam Stadium       | 28 de septiembre | 15:00 |
| Portsmouth          | 0 - 0 | Sheffield United     | Fratton Park         | 28 de septiembre | 15:00 |
| Watford             | 2 - 1 | Sunderland           | Vicarage Road        | 28 de septiembre | 15:00 |
| Swansea City        | 1 - 1 | Bristol City         | Liberty Stadium      | 29 de septiembre | 15:00 |

| Burnley              | 1 - 0 | Plymouth Argyle     | Turf Moor                       | 1 de octubre | 19:45 |
| Cardiff City         | 1 - 0 | Millwall            | Cardiff City Stadium            | 1 de octubre | 19:45 |
| Coventry City        | 3 - 0 | Blackburn Rovers    | Coventry Building Society Arena | 1 de octubre | 19:45 |
| Luton Town           | 2 - 2 | Oxford United       | Kenilworth Road                 | 1 de octubre | 19:45 |
| Queens Park Rangers  | 1 - 3 | Hull City           | Loftus Road                     | 1 de octubre | 19:45 |
| Sunderland           | 2 - 0 | Derby County        | Stadium of Light                | 1 de octubre | 19:45 |
| West Bromwich Albion | 0 - 1 | Middlesbrough       | The Hawthorns                   | 1 de octubre | 19:45 |
| Norwich City         | 1 - 1 | Leeds United        | Carrow Road                     | 1 de octubre | 19:45 |
| Sheffield United     | 1 - 0 | Swansea City        | Bramall Lane                    | 2 de octubre | 19:45 |
| Bristol City         | 0 - 0 | Sheffield Wednesday | Ashton Gate Stadium             | 2 de octubre | 19:45 |
| Preston North End    | 3 - 0 | Watford             | Deepdale                        | 2 de octubre | 19:45 |
| Stoke City           | 6 - 1 | Portsmouth          | Bet365 Stadium                  | 2 de octubre | 19:45 |

| Sunderland           | 2 - 2 | Leeds United        | Stadium of Light                | 4 de octubre | 20:00 |
| Burnley              | 0 - 0 | Preston North End   | Turf Moor                       | 5 de octubre | 12:30 |
| Norwich City         | 4 - 0 | Hull City           | Carrow Road                     | 5 de octubre | 12:30 |
| Portsmouth           | 1 - 1 | Oxford United       | Fratton Park                    | 5 de octubre | 12:30 |
| Coventry City        | 1 - 2 | Sheffield Wednesday | Coventry Building Society Arena | 5 de octubre | 15:00 |
| Derby County         | 2 - 0 | Queens Park Rangers | Pride Park Stadium              | 5 de octubre | 15:00 |
| Plymouth Argyle      | 2 - 1 | Blackburn Rovers    | Home Park                       | 5 de octubre | 15:00 |
| Sheffield United     | 2 - 0 | Luton Town          | Bramall Lane                    | 5 de octubre | 15:00 |
| Swansea City         | 0 - 0 | Stoke City          | Liberty Stadium                 | 5 de octubre | 15:00 |
| Watford              | 2 - 1 | Middlesbrough       | Vicarage Road                   | 5 de octubre | 15:00 |
| West Bromwich Albion | 0 - 0 | Millwall            | The Hawthorns                   | 5 de octubre | 15:00 |
| Bristol City         | 1 - 1 | Cardiff City        | Ashton Gate Stadium             | 6 de octubre | 15:00 |

| Leeds United        | 2 - 0 | Sheffield United     | Elland Road          | 18 de octubre | 20:00 |
| Cardiff City        | 5 - 0 | Plymouth Argyle      | Cardiff City Stadium | 19 de octubre | 12:30 |
| Luton Town          | 3 - 0 | Watford              | Kenilworth Road      | 19 de octubre | 12:30 |
| Oxford United       | 1 - 1 | West Bromwich Albion | Kassam Stadium       | 19 de octubre | 12:30 |
| Preston North End   | 1 - 0 | Coventry City        | Deepdale             | 19 de octubre | 12:30 |
| Blackburn Rovers    | 1 - 0 | Swansea City         | Ewood Park           | 19 de octubre | 15:00 |
| Middlesbrough       | 0 - 2 | Bristol City         | Riverside Stadium    | 19 de octubre | 15:00 |
| Millwall            | 1 - 1 | Derby County         | The Den              | 19 de octubre | 15:00 |
| Queens Park Rangers | 1 - 2 | Portsmouth           | Loftus Road          | 19 de octubre | 15:00 |
| Sheffield Wednesday | 0 - 2 | Burnley              | Hillsborough Stadium | 19 de octubre | 15:00 |
| Stoke City          | 1 - 1 | Norwich City         | Bet365 Stadium       | 19 de octubre | 15:00 |
| Hull City           | 0 - 1 | Sunderland           | MKM Stadium          | 20 de octubre | 15:00 |

| Cardiff City        | 2 - 0 | Portsmouth           | Cardiff City Stadium | 22 de octubre | 19:45 |
| Leeds United        | 2 - 1 | Watford              | Elland Road          | 22 de octubre | 19:45 |
| Oxford United       | 1 - 1 | Derby County         | Kassam Stadium       | 22 de octubre | 19:45 |
| Preston North End   | 2 - 2 | Norwich City         | Deepdale             | 22 de octubre | 19:45 |
| Sheffield Wednesday | 0 - 0 | Swansea City         | Hillsborough Stadium | 22 de octubre | 19:45 |
| Stoke City          | 2 - 2 | Bristol City         | Bet365 Stadium       | 22 de octubre | 19:45 |
| Queens Park Rangers | 1 - 1 | Coventry City        | Loftus Road          | 22 de octubre | 20:00 |
| Hull City           | 1 - 1 | Burnley              | MKM Stadium          | 23 de octubre | 19:45 |
| Blackburn Rovers    | 0 - 0 | West Bromwich Albion | Ewood Park           | 23 de octubre | 19:45 |
| Luton Town          | 1 - 2 | Sunderland           | Kenilworth Road      | 23 de octubre | 19:45 |
| Millwall            | 1 - 0 | Plymouth Argyle      | The Den              | 23 de octubre | 19:45 |
| Middlesbrough       | 1 - 0 | Sheffield United     | Riverside Stadium    | 23 de octubre | 20:00 |

| Portsmouth           | 1 - 2 | Sheffield Wednesday | Fratton Park                    | 25 de octubre | 20:00 |
| Bristol City         | 0 - 0 | Leeds United        | Ashton Gate Stadium             | 26 de octubre | 12:30 |
| Coventry City        | 3 - 2 | Luton Town          | Coventry Building Society Arena | 26 de octubre | 12:30 |
| Watford              | 1 - 0 | Blackburn Rovers    | Vicarage Road                   | 26 de octubre | 12:30 |
| Burnley              | 0 - 0 | Queens Park Rangers | Turf Moor                       | 26 de octubre | 15:00 |
| Derby County         | 1 - 1 | Hull City           | Pride Park Stadium              | 26 de octubre | 15:00 |
| Plymouth Argyle      | 3 - 3 | Preston North End   | Home Park                       | 26 de octubre | 15:00 |
| Sheffield United     | 2 - 0 | Stoke City          | Bramall Lane                    | 26 de octubre | 15:00 |
| Sunderland           | 2 - 0 | Oxford United       | Stadium of Light                | 26 de octubre | 15:00 |
| Swansea City         | 0 - 1 | Millwall            | Liberty Stadium                 | 26 de octubre | 15:00 |
| West Bromwich Albion | 0 - 0 | Cardiff City        | The Hawthorns                   | 26 de octubre | 15:00 |
| Norwich City         | 3 - 3 | Middlesbrough       | Carrow Road                     | 27 de octubre | 15:00 |

| Luton Town          | 1 - 1 | West Bromwich Albion | Kenilworth Road      | 1 de noviembre | 20:00 |
| Blackburn Rovers    | 0 - 2 | Sheffield Wednesday  | Ewood Park           | 2 de noviembre | 12:30 |
| Oxford United       | 1 - 2 | Swansea City         | Kassam Stadium       | 2 de noviembre | 12:30 |
| Stoke City          | 2 - 1 | Derby County         | Bet365 Stadium       | 2 de noviembre | 12:30 |
| Cardiff City        | 2 - 1 | Norwich City         | Cardiff City Stadium | 2 de noviembre | 15:00 |
| Hull City           | 1 - 1 | Portsmouth           | MKM Stadium          | 2 de noviembre | 15:00 |
| Leeds United        | 3 - 0 | Plymouth Argyle      | Elland Road          | 2 de noviembre | 15:00 |
| Middlesbrough       | 0 - 3 | Coventry City        | Riverside Stadium    | 2 de noviembre | 15:00 |
| Preston North End   | 1 - 3 | Bristol City         | Deepdale             | 2 de noviembre | 15:00 |
| Queens Park Rangers | 0 - 0 | Sunderland           | Loftus Road          | 2 de noviembre | 15:00 |
| Sheffield Wednesday | 2 - 6 | Watford              | Hillsborough Stadium | 2 de noviembre | 15:00 |
| Millwall            | 1 - 0 | Burnley              | The Den              | 3 de noviembre | 15:00 |

| Bristol City         | 1 - 2 | Sheffield United | Ashton Gate Stadium             | 5 de noviembre | 19:45 |
| Oxford United        | 1 - 0 | Hull City        | Kassam Stadium                  | 5 de noviembre | 19:45 |
| Queens Park Rangers  | 1 - 4 | Middlesbrough    | Loftus Road                     | 5 de noviembre | 19:45 |
| Sheffield Wednesday  | 2 - 0 | Norwich City     | Hillsborough Stadium            | 5 de noviembre | 19:45 |
| Plymouth Argyle      | 1 - 0 | Portsmouth       | Home Park                       | 5 de noviembre | 20:00 |
| Swansea City         | 1 - 0 | Watford          | Liberty Stadium                 | 5 de noviembre | 20:00 |
| Millwall             | 1 - 0 | Leeds United     | The Den                         | 6 de noviembre | 19:45 |
| Blackburn Rovers     | 0 - 2 | Stoke City       | Ewood Park                      | 6 de noviembre | 19:45 |
| Coventry City        | 1 - 2 | Derby County     | Coventry Building Society Arena | 6 de noviembre | 19:45 |
| Luton Town           | 1 - 0 | Cardiff City     | Kenilworth Road                 | 6 de noviembre | 20:00 |
| Preston North End    | 0 - 0 | Sunderland       | Deepdale                        | 6 de noviembre | 20:00 |
| West Bromwich Albion | 0 - 0 | Burnley          | The Hawthorns                   | 7 de noviembre | 20:00 |

| Watford          | 1 - 0 | Oxford United        | Vicarage Road        | 8 de noviembre  | 20:00 |
| Cardiff City     | 1 - 3 | Blackburn Rovers     | Cardiff City Stadium | 9 de noviembre  | 12:30 |
| Middlesbrough    | 5 - 1 | Luton Town           | Riverside Stadium    | 9 de noviembre  | 12:30 |
| Stoke City       | 1 - 1 | Millwall             | Bet365 Stadium       | 9 de noviembre  | 12:30 |
| Derby County     | 1 - 1 | Plymouth Argyle      | Pride Park Stadium   | 9 de noviembre  | 15:00 |
| Leeds United     | 2 - 0 | Queens Park Rangers  | Elland Road          | 9 de noviembre  | 15:00 |
| Norwich City     | 0 - 2 | Bristol City         | Carrow Road          | 9 de noviembre  | 15:00 |
| Portsmouth       | 3 - 1 | Preston North End    | Fratton Park         | 9 de noviembre  | 15:00 |
| Sunderland       | 2 - 2 | Coventry City        | Stadium of Light     | 9 de noviembre  | 15:00 |
| Sheffield United | 1 - 0 | Sheffield Wednesday  | Bramall Lane         | 10 de noviembre | 12:30 |
| Hull City        | 1 - 2 | West Bromwich Albion | MKM Stadium          | 10 de noviembre | 13:00 |
| Burnley          | 1 - 0 | Swansea City         | Turf Moor            | 10 de noviembre | 15:00 |

| Plymouth Argyle      | 2 - 2 | Watford          | Home Park                       | 22 de noviembre | 20:00 |
| Bristol City         | 0 - 1 | Burnley          | Ashton Gate Stadium             | 23 de noviembre | 12:30 |
| Coventry City        | 2 - 2 | Sheffield United | Coventry Building Society Arena | 23 de noviembre | 12:30 |
| Sheffield Wednesday  | 1 - 1 | Cardiff City     | Hillsborough Stadium            | 23 de noviembre | 12:30 |
| Luton Town           | 1 - 0 | Hull City        | Kenilworth Road                 | 23 de noviembre | 15:00 |
| Millwall             | 1 - 1 | Sunderland       | The Den                         | 23 de noviembre | 15:00 |
| Oxford United        | 2 - 6 | Middlesbrough    | Kassam Stadium                  | 23 de noviembre | 15:00 |
| Preston North End    | 1 - 1 | Derby County     | Deepdale                        | 23 de noviembre | 15:00 |
| Queens Park Rangers  | 1 - 1 | Stoke City       | Loftus Road                     | 23 de noviembre | 15:00 |
| West Bromwich Albion | 2 - 2 | Norwich City     | The Hawthorns                   | 23 de noviembre | 15:00 |
| Swansea City         | 3 - 4 | Leeds United     | Liberty Stadium                 | 24 de noviembre | 15:00 |
| Blackburn Rovers     | 3 - 0 | Portsmouth       | Ewood Park                      | 15 de enero     | 19:45 |

| Burnley          | 2 - 0 | Coventry City        | Turf Moor            | 26 de noviembre | 19:45 |
| Hull City        | 0 - 2 | Sheffield Wednesday  | MKM Stadium          | 26 de noviembre | 19:45 |
| Norwich City     | 6 - 1 | Plymouth Argyle      | Carrow Road          | 26 de noviembre | 19:45 |
| Sheffield United | 3 - 0 | Oxford United        | Bramall Lane         | 26 de noviembre | 19:45 |
| Stoke City       | 0 - 0 | Preston North End    | Bet365 Stadium       | 26 de noviembre | 19:45 |
| Watford          | 1 - 0 | Bristol City         | Vicarage Road        | 26 de noviembre | 19:45 |
| Sunderland       | 0 - 0 | West Bromwich Albion | Stadium of Light     | 26 de noviembre | 20:00 |
| Leeds United     | 3 - 0 | Luton Town           | Elland Road          | 27 de noviembre | 19:45 |
| Cardiff City     | 0 - 2 | Queens Park Rangers  | Cardiff City Stadium | 27 de noviembre | 19:45 |
| Middlesbrough    | 0 - 1 | Blackburn Rovers     | Riverside Stadium    | 27 de noviembre | 19:45 |
| Derby County     | 1 - 2 | Swansea City         | Pride Park Stadium   | 27 de noviembre | 20:00 |
| Portsmouth       | 0 - 1 | Millwall             | Fratton Park         | 28 de enero     | 19:45 |

| Sheffield United  | 3 - 0 | Sunderland           | Bramall Lane                    | 29 de noviembre | 20:00 |
| Middlesbrough     | 3 - 1 | Hull City            | Riverside Stadium               | 30 de noviembre | 12:30 |
| Oxford United     | 1 - 1 | Millwall             | Kassam Stadium                  | 30 de noviembre | 12:30 |
| Watford           | 0 - 0 | Queens Park Rangers  | Vicarage Road                   | 30 de noviembre | 12:30 |
| Blackburn Rovers  | 1 - 0 | Leeds United         | Ewood Park                      | 30 de noviembre | 13:30 |
| Bristol City      | 4 - 0 | Plymouth Argyle      | Ashton Gate Stadium             | 30 de noviembre | 15:00 |
| Coventry City     | 2 - 2 | Cardiff City         | Coventry Building Society Arena | 30 de noviembre | 15:00 |
| Norwich City      | 4 - 2 | Luton Town           | Carrow Road                     | 30 de noviembre | 15:00 |
| Preston North End | 1 - 1 | West Bromwich Albion | Deepdale                        | 30 de noviembre | 15:00 |
| Stoke City        | 0 - 2 | Burnley              | Bet365 Stadium                  | 30 de noviembre | 15:00 |
| Swansea City      | 2 - 2 | Portsmouth           | Liberty Stadium                 | 30 de noviembre | 15:00 |
| Derby County      | 1 - 2 | Sheffield Wednesday  | Pride Park Stadium              | 1 de diciembre  | 15:00 |

| Burnley              | 1 - 1 | Middlesbrough     | Turf Moor            | 6 de diciembre | 20:00 |
| Leeds United         | 2 - 0 | Derby County      | Elland Road          | 7 de diciembre | 12:30 |
| Sheffield Wednesday  | 1 - 1 | Preston North End | Hillsborough Stadium | 7 de diciembre | 12:30 |
| Sunderland           | 2 - 1 | Stoke City        | Stadium of Light     | 7 de diciembre | 12:30 |
| Hull City            | 0 - 1 | Blackburn Rovers  | MKM Stadium          | 7 de diciembre | 15:00 |
| Luton Town           | 1 - 1 | Swansea City      | Kenilworth Road      | 7 de diciembre | 15:00 |
| Millwall             | 0 - 1 | Coventry City     | The Den              | 7 de diciembre | 15:00 |
| Portsmouth           | 3 - 0 | Bristol City      | Fratton Park         | 7 de diciembre | 15:00 |
| Queens Park Rangers  | 3 - 0 | Norwich City      | Loftus Road          | 7 de diciembre | 15:00 |
| West Bromwich Albion | 2 - 2 | Sheffield United  | The Hawthorns        | 8 de diciembre | 15:00 |
| Cardiff City         | 1 - 1 | Watford           | Cardiff City Stadium | 14 de enero    | 19:45 |
| Plymouth Argyle      | 1 - 1 | Oxford United     | Home Park            | 14 de enero    | 19:45 |

| Burnley              | 0 - 0 | Middlesbrough     | Turf Moor            | 10 de diciembre | 19:45 |
| Luton Town           | 2 - 1 | Stoke City        | Kenilworth Road      | 10 de diciembre | 19:45 |
| Plymouth Argyle      | 1 - 2 | Swansea City      | Home Park            | 10 de diciembre | 19:45 |
| Portsmouth           | 0 - 0 | Norwich City      | Fratton Park         | 10 de diciembre | 19:45 |
| Sheffield Wednesday  | 0 - 1 | Blackburn Rovers  | Hillsborough Stadium | 10 de diciembre | 19:45 |
| Sunderland           | 1 - 1 | Bristol City      | Stadium of Light     | 10 de diciembre | 19:45 |
| Leeds United         | 3 - 1 | Middlesbrough     | Elland Road          | 10 de diciembre | 20:00 |
| Millwall             | 0 - 1 | Sheffield United  | The Den              | 11 de diciembre | 19:45 |
| Cardiff City         | 0 - 2 | Preston North End | Cardiff City Stadium | 11 de diciembre | 19:45 |
| Hull City            | 1 - 1 | Watford           | MKM Stadium          | 11 de diciembre | 19:45 |
| Queens Park Rangers  | 2 - 0 | Oxford United     | Loftus Road          | 11 de diciembre | 19:45 |
| West Bromwich Albion | 2 - 0 | Coventry City     | The Hawthorns        | 11 de diciembre | 20:00 |

| Derby County      | 4 - 0 | Portsmouth           | Pride Park Stadium              | 13 de diciembre | 20:00 |
| Bristol City      | 1 - 1 | Queens Park Rangers  | Ashton Gate Stadium             | 14 de diciembre | 12:30 |
| Coventry City     | 2 - 1 | Hull City            | Coventry Building Society Arena | 14 de diciembre | 12:30 |
| Preston North End | 1 - 1 | Leeds United         | Deepdale                        | 14 de diciembre | 12:30 |
| Blackburn Rovers  | 2 - 0 | Luton Town           | Ewood Park                      | 14 de diciembre | 15:00 |
| Middlesbrough     | 1 - 0 | Millwall             | Riverside Stadium               | 14 de diciembre | 15:00 |
| Oxford United     | 1 - 3 | Sheffield Wednesday  | Kassam Stadium                  | 14 de diciembre | 15:00 |
| Sheffield United  | 2 - 0 | Plymouth Argyle      | Bramall Lane                    | 14 de diciembre | 15:00 |
| Stoke City        | 2 - 2 | Cardiff City         | Bet365 Stadium                  | 14 de diciembre | 15:00 |
| Swansea City      | 2 - 3 | Sunderland           | Liberty Stadium                 | 14 de diciembre | 15:00 |
| Watford           | 2 - 1 | West Bromwich Albion | Vicarage Road                   | 15 de diciembre | 14:00 |
| Norwich City      | 1 - 2 | Burnley              | Carrow Road                     | 15 de diciembre | 15:00 |

| Luton Town           | 2 - 1 | Derby County      | Kenilworth Road      | 20 de diciembre | 20:00 |
| Hull City            | 2 - 1 | Swansea City      | MKM Stadium          | 21 de diciembre | 12:30 |
| Portsmouth           | 4 - 1 | Coventry City     | Fratton Park         | 21 de diciembre | 12:30 |
| Sheffield Wednesday  | 2 - 0 | Stoke City        | Hillsborough Stadium | 21 de diciembre | 12:30 |
| Burnley              | 2 - 1 | Watford           | Turf Moor            | 21 de diciembre | 15:00 |
| Cardiff City         | 0 - 2 | Sheffield United  | Cardiff City Stadium | 21 de diciembre | 15:00 |
| Leeds United         | 4 - 0 | Oxford United     | Elland Road          | 21 de diciembre | 15:00 |
| Millwall             | 1 - 0 | Blackburn Rovers  | The Den              | 21 de diciembre | 15:00 |
| Plymouth Argyle      | 3 - 3 | Middlesbrough     | Home Park            | 21 de diciembre | 15:00 |
| Queens Park Rangers  | 2 - 1 | Preston North End | Loftus Road          | 21 de diciembre | 15:00 |
| Sunderland           | 2 - 1 | Norwich City      | Stadium of Light     | 21 de diciembre | 15:00 |
| West Bromwich Albion | 2 - 0 | Bristol City      | The Hawthorns        | 22 de diciembre | 15:00 |

| Blackburn Rovers  | 2 - 2 | Sunderland           | Ewood Park                      | 26 de diciembre | 15:00 |
| Bristol City      | 1 - 0 | Luton Town           | Ashton Gate Stadium             | 26 de diciembre | 15:00 |
| Coventry City     | 4 - 0 | Plymouth Argyle      | Coventry Building Society Arena | 26 de diciembre | 15:00 |
| Middlesbrough     | 3 - 3 | Sheffield Wednesday  | Riverside Stadium               | 26 de diciembre | 15:00 |
| Norwich City      | 2 - 1 | Millwall             | Carrow Road                     | 26 de diciembre | 15:00 |
| Oxford United     | 3 - 2 | Cardiff City         | Kassam Stadium                  | 26 de diciembre | 15:00 |
| Preston North End | 1 - 0 | Hull City            | Deepdale                        | 26 de diciembre | 15:00 |
| Sheffield United  | 0 - 2 | Burnley              | Bramall Lane                    | 26 de diciembre | 15:00 |
| Swansea City      | 3 - 0 | Queens Park Rangers  | Liberty Stadium                 | 26 de diciembre | 15:00 |
| Watford           | 2 - 1 | Portsmouth           | Vicarage Road                   | 26 de diciembre | 15:00 |
| Derby County      | 2 - 1 | West Bromwich Albion | Pride Park Stadium              | 26 de diciembre | 17:30 |
| Stoke City        | 0 - 2 | Leeds United         | Bet365 Stadium                  | 26 de diciembre | 20:00 |

### Segunda vuelta
| Norwich City      | 0 - 0 | Queens Park Rangers  | Carrow Road                     | 29 de diciembre | 12:30 |
| Preston North End | 3 - 1 | Sheffield Wednesday  | Deepdale                        | 29 de diciembre | 12:30 |
| Sheffield United  | 1 - 1 | West Bromwich Albion | Bramall Lane                    | 29 de diciembre | 12:30 |
| Blackburn Rovers  | 0 - 1 | Hull City            | Ewood Park                      | 29 de diciembre | 15:00 |
| Bristol City      | 3 - 0 | Portsmouth           | Ashton Gate Stadium             | 29 de diciembre | 15:00 |
| Coventry City     | 0 - 0 | Millwall             | Coventry Building Society Arena | 29 de diciembre | 15:00 |
| Oxford United     | 2 - 0 | Plymouth Argyle      | Kassam Stadium                  | 29 de diciembre | 15:00 |
| Stoke City        | 1 - 0 | Sunderland           | Bet365 Stadium                  | 29 de diciembre | 15:00 |
| Swansea City      | 2 - 1 | Luton Town           | Liberty Stadium                 | 29 de diciembre | 15:00 |
| Watford           | 1 - 2 | Cardiff City         | Vicarage Road                   | 29 de diciembre | 15:00 |
| Derby County      | 0 - 1 | Leeds United         | Pride Park Stadium              | 29 de diciembre | 17:45 |
| Middlesbrough     | 0 - 0 | Burnley              | Riverside Stadium               | 29 de diciembre | 20:00 |

| Plymouth Argyle      | 2 - 2 | Bristol City      | Home Park            | 1 de enero | 12:30 |
| Queens Park Rangers  | 3 - 1 | Watford           | Loftus Road          | 1 de enero | 12:30 |
| Millwall             | 0 - 1 | Oxford United     | The Den              | 1 de enero | 13:00 |
| Burnley              | 0 - 0 | Stoke City        | Turf Moor            | 1 de enero | 15:00 |
| Cardiff City         | 1 - 1 | Coventry City     | Cardiff City Stadium | 1 de enero | 15:00 |
| Leeds United         | 1 - 1 | Blackburn Rovers  | Elland Road          | 1 de enero | 15:00 |
| Luton Town           | 0 - 1 | Norwich City      | Kenilworth Road      | 1 de enero | 15:00 |
| Portsmouth           | 4 - 0 | Swansea City      | Fratton Park         | 1 de enero | 15:00 |
| Sheffield Wednesday  | 4 - 2 | Derby County      | Hillsborough Stadium | 1 de enero | 15:00 |
| West Bromwich Albion | 3 - 1 | Preston North End | The Hawthorns        | 1 de enero | 15:00 |
| Hull City            | 0 - 1 | Middlesbrough     | MKM Stadium          | 1 de enero | 17:30 |
| Sunderland           | 2 - 1 | Sheffield United  | Stadium of Light     | 1 de enero | 20:00 |

| Blackburn Rovers    | 0 - 1 | Burnley              | Ewood Park           | 4 de enero | 12:30 |
| Stoke City          | 0 - 0 | Plymouth Argyle      | Bet365 Stadium       | 4 de enero | 12:30 |
| Swansea City        | 1 - 1 | West Bromwich Albion | Liberty Stadium      | 4 de enero | 12:30 |
| Bristol City        | 1 - 0 | Derby County         | Ashton Gate Stadium  | 4 de enero | 15:00 |
| Hull City           | 3 - 3 | Leeds United         | MKM Stadium          | 4 de enero | 15:00 |
| Middlesbrough       | 1 - 1 | Cardiff City         | Riverside Stadium    | 4 de enero | 15:00 |
| Norwich City        | 2 - 1 | Coventry City        | Carrow Road          | 4 de enero | 15:00 |
| Preston North End   | 1 - 1 | Oxford United        | Deepdale             | 4 de enero | 15:00 |
| Sheffield Wednesday | 2 - 2 | Millwall             | Hillsborough Stadium | 4 de enero | 15:00 |
| Watford             | 1 - 2 | Sheffield United     | Vicarage Road        | 4 de enero | 15:00 |
| Sunderland          | 1 - 0 | Portsmouth           | Stadium of Light     | 5 de enero | 15:00 |
| Queens Park Rangers | 2 - 1 | Luton Town           | Loftus Road          | 6 de enero | 20:00 |

| Burnley              | 0 - 0 | Sunderland          | Turf Moor                       | 17 de enero | 20:00 |
| Cardiff City         | 3 - 0 | Swansea City        | Cardiff City Stadium            | 18 de enero | 12:30 |
| Millwall             | 0 - 1 | Hull City           | The Den                         | 18 de enero | 12:30 |
| Plymouth Argyle      | 0 - 1 | Queens Park Rangers | Home Park                       | 18 de enero | 12:30 |
| Coventry City        | 1 - 0 | Bristol City        | Coventry Building Society Arena | 18 de enero | 15:00 |
| Derby County         | 0 - 2 | Watford             | Pride Park Stadium              | 18 de enero | 15:00 |
| Luton Town           | 0 - 0 | Preston North End   | Kenilworth Road                 | 18 de enero | 15:00 |
| Oxford United        | 1 - 0 | Blackburn Rovers    | Kassam Stadium                  | 18 de enero | 15:00 |
| Portsmouth           | 2 - 1 | Middlesbrough       | Fratton Park                    | 18 de enero | 15:00 |
| Sheffield United     | 2 - 0 | Norwich City        | Bramall Lane                    | 18 de enero | 15:00 |
| West Bromwich Albion | 1 - 1 | Stoke City          | The Hawthorns                   | 18 de enero | 15:00 |
| Leeds United         | 3 - 0 | Sheffield Wednesday | Elland Road                     | 19 de enero | 12:00 |

| Blackburn Rovers    | 0 - 2 | Coventry City        | Ewood Park           | 21 de enero | 19:45 |
| Derby County        | 0 - 1 | Sunderland           | Pride Park Stadium   | 21 de enero | 19:45 |
| Hull City           | 1 - 2 | Queens Park Rangers  | MKM Stadium          | 21 de enero | 19:45 |
| Middlesbrough       | 2 - 0 | West Bromwich Albion | Riverside Stadium    | 21 de enero | 19:45 |
| Oxford United       | 3 - 2 | Luton Town           | Kassam Stadium       | 21 de enero | 19:45 |
| Swansea City        | 1 - 2 | Sheffield United     | Liberty Stadium      | 21 de enero | 19:45 |
| Watford             | 1 - 2 | Preston North End    | Vicarage Road        | 21 de enero | 19:45 |
| Millwall            | 2 - 2 | Cardiff City         | The Den              | 21 de enero | 20:00 |
| Leeds United        | 2 - 0 | Norwich City         | Elland Road          | 22 de enero | 19:45 |
| Portsmouth          | 3 - 1 | Stoke City           | Fratton Park         | 22 de enero | 19:45 |
| Sheffield Wednesday | 2 - 2 | Bristol City         | Hillsborough Stadium | 22 de enero | 19:45 |
| Plymouth Argyle     | 0 - 5 | Burnley              | Home Park            | 22 de enero | 20:00 |

| Sheffield United     | 0 - 3 | Hull City           | Bramall Lane                    | 24 de enero | 20:00 |
| Luton Town           | 0 - 1 | Millwall            | Kenilworth Road                 | 25 de enero | 12:30 |
| Norwich City         | 5 - 1 | Swansea City        | Carrow Road                     | 25 de enero | 12:30 |
| Stoke City           | 0 - 0 | Oxford United       | Bet365 Stadium                  | 25 de enero | 12:30 |
| Bristol City         | 2 - 1 | Blackburn Rovers    | Ashton Gate Stadium             | 25 de enero | 15:00 |
| Cardiff City         | 2 - 1 | Derby County        | Cardiff City Stadium            | 25 de enero | 15:00 |
| Coventry City        | 2 - 1 | Watford             | Coventry Building Society Arena | 25 de enero | 15:00 |
| Preston North End    | 2 - 1 | Middlesbrough       | Deepdale                        | 25 de enero | 15:00 |
| Queens Park Rangers  | 0 - 2 | Sheffield Wednesday | Loftus Road                     | 25 de enero | 15:00 |
| Sunderland           | 2 - 2 | Plymouth Argyle     | Stadium of Light                | 25 de enero | 15:00 |
| West Bromwich Albion | 5 - 1 | Portsmouth          | The Hawthorns                   | 25 de enero | 15:00 |
| Burnley              | 0 - 0 | Leeds United        | Turf Moor                       | 27 de enero | 20:00 |

| Blackburn Rovers    | 2 - 1 | Preston North End    | Ewood Park           | 31 de enero  | 20:00 |
| Oxford United       | 1 - 1 | Bristol City         | Kassam Stadium       | 1 de febrero | 12:30 |
| Plymouth Argyle     | 2 - 1 | West Bromwich Albion | Home Park            | 1 de febrero | 12:30 |
| Watford             | 0 - 1 | Norwich City         | Vicarage Road        | 1 de febrero | 12:30 |
| Derby County        | 0 - 1 | Sheffield United     | Pride Park Stadium   | 1 de febrero | 15:00 |
| Hull City           | 1 - 2 | Stoke City           | MKM Stadium          | 1 de febrero | 15:00 |
| Leeds United        | 7 - 0 | Cardiff City         | Elland Road          | 1 de febrero | 15:00 |
| Millwall            | 2 - 1 | Queens Park Rangers  | The Den              | 1 de febrero | 15:00 |
| Portsmouth          | 0 - 0 | Burnley              | Fratton Park         | 1 de febrero | 15:00 |
| Sheffield Wednesday | 1 - 1 | Luton Town           | Hillsborough Stadium | 1 de febrero | 15:00 |
| Swansea City        | 0 - 2 | Coventry City        | Liberty Stadium      | 1 de febrero | 15:00 |
| Middlesbrough       | 2 - 3 | Sunderland           | Riverside Stadium    | 3 de febrero | 20:00 |

| Queens Park Rangers  | 2 - 1 | Blackburn Rovers    | Loftus Road                     | 4 de febrero  | 19:45 |
| Burnley              | 1 - 0 | Oxford United       | Turf Moor                       | 4 de febrero  | 19:45 |
| Coventry City        | 0 - 2 | Leeds United        | Coventry Building Society Arena | 5 de febrero  | 19:45 |
| Sunderland           | 2 - 2 | Watford             | Stadium of Light                | 8 de febrero  | 12:30 |
| West Bromwich Albion | 2 - 1 | Sheffield Wednesday | The Hawthorns                   | 8 de febrero  | 12:30 |
| Norwich City         | 1 - 1 | Derby County        | Carrow Road                     | 8 de febrero  | 15:00 |
| Sheffield United     | 2 - 1 | Portsmouth          | Bramall Lane                    | 8 de febrero  | 15:00 |
| Bristol City         | 0 - 1 | Swansea City        | Ashton Gate Stadium             | 9 de febrero  | 12:00 |
| Preston North End    | 1 - 1 | Millwall            | Deepdale                        | 18 de febrero | 19:45 |
| Luton Town           | 1 - 1 | Plymouth Argyle     | Kenilworth Road                 | 19 de febrero | 19:45 |
| Stoke City           | 1 - 3 | Middlesbrough       | Bet365 Stadium                  | 25 de febrero | 19:45 |
| Cardiff City         | 1 - 0 | Hull City           | Cardiff City Stadium            | 25 de febrero | 19:45 |

| Coventry City        | 1 - 0 | Queens Park Rangers | Coventry Building Society Arena | 11 de febrero | 19:45 |
| Derby County         | 0 - 0 | Oxford United       | Pride Park Stadium              | 11 de febrero | 19:45 |
| Portsmouth           | 2 - 1 | Cardiff City        | Fratton Park                    | 11 de febrero | 19:45 |
| Watford              | 0 - 4 | Leeds United        | Vicarage Road                   | 11 de febrero | 19:45 |
| Norwich City         | 0 - 1 | Preston North End   | Carrow Road                     | 11 de febrero | 20:00 |
| Bristol City         | 2 - 0 | Stoke City          | Ashton Gate Stadium             | 12 de febrero | 19:45 |
| Swansea City         | 0 - 1 | Sheffield Wednesday | Liberty Stadium                 | 12 de febrero | 19:45 |
| Burnley              | 2 - 0 | Hull City           | Turf Moor                       | 12 de febrero | 19:45 |
| Plymouth Argyle      | 5 - 1 | Millwall            | Home Park                       | 12 de febrero | 19:45 |
| Sunderland           | 2 - 0 | Luton Town          | Stadium of Light                | 12 de febrero | 19:45 |
| Sheffield United     | 3 - 1 | Middlesbrough       | Bramall Lane                    | 12 de febrero | 20:00 |
| West Bromwich Albion | 0 - 2 | Blackburn Rovers    | The Hawthorns                   | 12 de febrero | 20:00 |

| Queens Park Rangers | 4 - 0 | Derby County         | Loftus Road          | 14 de febrero | 20:00 |
| Cardiff City        | 1 - 1 | Bristol City         | Cardiff City Stadium | 15 de febrero | 12:30 |
| Oxford United       | 0 - 2 | Portsmouth           | Kassam Stadium       | 15 de febrero | 12:30 |
| Preston North End   | 0 - 0 | Burnley              | Deepdale             | 15 de febrero | 12:30 |
| Blackburn Rovers    | 2 - 0 | Plymouth Argyle      | Ewood Park           | 15 de febrero | 15:00 |
| Hull City           | 1 - 1 | Norwich City         | MKM Stadium          | 15 de febrero | 15:00 |
| Luton Town          | 0 - 1 | Sheffield United     | Kenilworth Road      | 15 de febrero | 15:00 |
| Middlesbrough       | 0 - 1 | Watford              | Riverside Stadium    | 15 de febrero | 15:00 |
| Millwall            | 1 - 1 | West Bromwich Albion | The Den              | 15 de febrero | 15:00 |
| Sheffield Wednesday | 1 - 2 | Coventry City        | Hillsborough Stadium | 15 de febrero | 15:00 |
| Stoke City          | 3 - 1 | Swansea City         | Bet365 Stadium       | 15 de febrero | 15:00 |
| Leeds United        | 2 - 1 | Sunderland           | Elland Road          | 17 de febrero | 20:00 |

| Bristol City         | 2 - 1 | Middlesbrough       | Ashton Gate Stadium             | 21 de febrero | 19:45 |
| Burnley              | 4 - 0 | Sheffield Wednesday | Turf Moor                       | 21 de febrero | 20:00 |
| Derby County         | 0 - 1 | Millwall            | Pride Park Stadium              | 22 de febrero | 12:30 |
| Plymouth Argyle      | 1 - 1 | Cardiff City        | Home Park                       | 22 de febrero | 12:30 |
| Sunderland           | 0 - 1 | Hull City           | Stadium of Light                | 22 de febrero | 12:30 |
| Coventry City        | 2 - 1 | Preston North End   | Coventry Building Society Arena | 22 de febrero | 15:00 |
| Norwich City         | 4 - 2 | Stoke City          | Carrow Road                     | 22 de febrero | 15:00 |
| Portsmouth           | 2 - 1 | Queens Park Rangers | Fratton Park                    | 22 de febrero | 15:00 |
| Swansea City         | 3 - 0 | Blackburn Rovers    | Liberty Stadium                 | 22 de febrero | 15:00 |
| West Bromwich Albion | 2 - 0 | Oxford United       | The Hawthorns                   | 22 de febrero | 15:00 |
| Watford              | 2 - 0 | Luton Town          | Vicarage Road                   | 23 de febrero | 12:00 |
| Sheffield United     | 1 - 3 | Leeds United        | Bramall Lane                    | 24 de febrero | 20:00 |

| Sheffield Wednesday | 1 - 2 | Sunderland           | Hillsborough Stadium | 28 de febrero | 20:00 |
| Blackburn Rovers    | 1 - 1 | Norwich City         | Ewood Park           | 1 de marzo    | 12:30 |
| Leeds United        | 1 - 1 | West Bromwich Albion | Elland Road          | 1 de marzo    | 12:30 |
| Oxford United       | 2 - 3 | Coventry City        | Kassam Stadium       | 1 de marzo    | 12:30 |
| Luton Town          | 1 - 0 | Portsmouth           | Kenilworth Road      | 1 de marzo    | 15:00 |
| Middlesbrough       | 1 - 0 | Derby County         | Riverside Stadium    | 1 de marzo    | 15:00 |
| Queens Park Rangers | 1 - 2 | Sheffield United     | Loftus Road          | 1 de marzo    | 15:00 |
| Stoke City          | 0 - 0 | Watford              | Bet365 Stadium       | 1 de marzo    | 15:00 |
| Cardiff City        | 1 - 2 | Burnley              | Cardiff City Stadium | 4 de marzo    | 19:45 |
| Millwall            | 0 - 2 | Bristol City         | The Den              | 4 de marzo    | 19:45 |
| Preston North End   | 0 - 0 | Swansea City         | Deepdale             | 4 de marzo    | 19:45 |
| Hull City           | 2 - 0 | Plymouth Argyle      | MKM Stadium          | 4 de marzo    | 19:45 |

| Norwich City         | 1 - 1 | Oxford United       | Carrow Road                     | 7 de marzo | 20:00 |
| Coventry City        | 3 - 2 | Stoke City          | Coventry Building Society Arena | 8 de marzo | 12:30 |
| Watford              | 1 - 2 | Millwall            | Vicarage Road                   | 8 de marzo | 12:30 |
| Burnley              | 4 - 0 | Luton Town          | Turf Moor                       | 8 de marzo | 15:00 |
| Derby County         | 2 - 1 | Blackburn Rovers    | Pride Park Stadium              | 8 de marzo | 15:00 |
| Bristol City         | 1 - 1 | Hull City           | Ashton Gate Stadium             | 8 de marzo | 15:00 |
| Plymouth Argyle      | 0 - 3 | Sheffield Wednesday | Home Park                       | 8 de marzo | 15:00 |
| Sheffield United     | 1 - 0 | Preston North End   | Bramall Lane                    | 8 de marzo | 15:00 |
| Sunderland           | 2 - 1 | Cardiff City        | Stadium of Light                | 8 de marzo | 15:00 |
| Swansea City         | 1 - 0 | Middlesbrough       | Liberty Stadium                 | 8 de marzo | 15:00 |
| West Bromwich Albion | 1 - 0 | Queens Park Rangers | The Hawthorns                   | 8 de marzo | 15:00 |
| Portsmouth           | 1 - 0 | Leeds United        | Fratton Park                    | 9 de marzo | 12:00 |

| Burnley          | 1 - 1 | West Bromwich Albion | Turf Moor            | 11 de marzo | 19:45 |
| Cardiff City     | 1 - 2 | Luton Town           | Cardiff City Stadium | 11 de marzo | 19:45 |
| Derby County     | 2 - 0 | Coventry City        | Pride Park Stadium   | 11 de marzo | 19:45 |
| Middlesbrough    | 2 - 1 | Queens Park Rangers  | Riverside Stadium    | 11 de marzo | 19:45 |
| Sunderland       | 1 - 1 | Preston North End    | Stadium of Light     | 11 de marzo | 19:45 |
| Norwich City     | 2 - 3 | Sheffield Wednesday  | Carrow Road          | 11 de marzo | 19:45 |
| Sheffield United | 1 - 1 | Bristol City         | Bramall Lane         | 11 de marzo | 20:00 |
| Hull City        | 2 - 1 | Oxford United        | MKM Stadium          | 12 de marzo | 19:45 |
| Leeds United     | 2 - 0 | Millwall             | Elland Road          | 12 de marzo | 19:45 |
| Portsmouth       | 1 - 2 | Plymouth Argyle      | Fratton Park         | 12 de marzo | 19:45 |
| Watford          | 1 - 0 | Swansea City         | Vicarage Road        | 12 de marzo | 19:45 |
| Stoke City       | 1 - 0 | Blackburn Rovers     | Bet365 Stadium       | 12 de marzo | 20:00 |

| Bristol City         | 2 - 1 | Norwich City     | Ashton Gate Stadium             | 14 de marzo | 20:00 |
| Millwall             | 1 - 0 | Stoke City       | The Den                         | 15 de marzo | 12:30 |
| Queens Park Rangers  | 2 - 2 | Leeds United     | Loftus Road                     | 15 de marzo | 12:30 |
| Blackburn Rovers     | 1 - 2 | Cardiff City     | Ewood Park                      | 15 de marzo | 15:00 |
| Coventry City        | 3 - 0 | Sunderland       | Coventry Building Society Arena | 15 de marzo | 15:00 |
| Luton Town           | 0 - 0 | Middlesbrough    | Kenilworth Road                 | 15 de marzo | 15:00 |
| Oxford United        | 1 - 0 | Watford          | Kassam Stadium                  | 15 de marzo | 15:00 |
| Plymouth Argyle      | 2 - 3 | Derby County     | Home Park                       | 15 de marzo | 15:00 |
| Preston North End    | 2 - 1 | Portsmouth       | Deepdale                        | 15 de marzo | 15:00 |
| Swansea City         | 0 - 2 | Burnley          | Liberty Stadium                 | 15 de marzo | 15:00 |
| West Bromwich Albion | 1 - 1 | Hull City        | The Hawthorns                   | 15 de marzo | 15:00 |
| Sheffield Wednesday  | 0 - 1 | Sheffield United | Hillsborough Stadium            | 16 de marzo | 12:30 |

| Sheffield United | 3 - 1 | Coventry City        | Bramall Lane         | 28 de marzo | 20:00 |
| Hull City        | 0 - 1 | Luton Town           | MKM Stadium          | 29 de marzo | 12:30 |
| Watford          | 0 - 0 | Plymouth Argyle      | Vicarage Road        | 29 de marzo | 12:30 |
| Cardiff City     | 1 - 1 | Sheffield Wednesday  | Cardiff City Stadium | 29 de marzo | 15:00 |
| Burnley          | 1 - 0 | Bristol City         | Turf Moor            | 29 de marzo | 15:00 |
| Leeds United     | 2 - 2 | Swansea City         | Elland Road          | 29 de marzo | 15:00 |
| Middlesbrough    | 2 - 1 | Oxford United        | Riverside Stadium    | 29 de marzo | 15:00 |
| Norwich City     | 1 - 0 | West Bromwich Albion | Carrow Road          | 29 de marzo | 15:00 |
| Portsmouth       | 1 - 0 | Blackburn Rovers     | Fratton Park         | 29 de marzo | 15:00 |
| Stoke City       | 3 - 1 | Queens Park Rangers  | Bet365 Stadium       | 29 de marzo | 15:00 |
| Sunderland       | 1 - 0 | Millwall             | Stadium of Light     | 29 de marzo | 15:00 |
| Derby County     | 2 - 0 | Preston North End    | Pride Park Stadium   | 2 de abril  | 19:45 |

| Blackburn Rovers     | 0 - 2 | Middlesbrough    | Ewood Park                      | 4 de abril | 20:00 |
| Luton Town           | 1 - 1 | Leeds United     | Kenilworth Road                 | 5 de abril | 12:30 |
| Coventry City        | 1 - 2 | Burnley          | Coventry Building Society Arena | 5 de abril | 12:30 |
| West Bromwich Albion | 0 - 1 | Sunderland       | The Hawthorns                   | 5 de abril | 12:30 |
| Bristol City         | 2 - 1 | Watford          | Ashton Gate Stadium             | 5 de abril | 15:00 |
| Millwall             | 2 - 1 | Portsmouth       | The Den                         | 5 de abril | 15:00 |
| Oxford United        | 1 - 0 | Sheffield United | Kassam Stadium                  | 5 de abril | 15:00 |
| Plymouth Argyle      | 2 - 1 | Norwich City     | Home Park                       | 5 de abril | 15:00 |
| Preston North End    | 1 - 1 | Stoke City       | Deepdale                        | 5 de abril | 15:00 |
| Queens Park Rangers  | 0 - 0 | Cardiff City     | Loftus Road                     | 5 de abril | 15:00 |
| Sheffield Wednesday  | 0 - 1 | Hull City        | Hillsborough Stadium            | 5 de abril | 15:00 |
| Swansea City         | 1 - 0 | Derby County     | Liberty Stadium                 | 5 de abril | 15:00 |

| Blackburn Rovers  | 2 - 2 | Sheffield Wednesday  | Ewood Park                      | 8 de abril | 19:45 |
| Bristol City      | 2 - 1 | West Bromwich Albion | Ashton Gate Stadium             | 8 de abril | 19:45 |
| Norwich City      | 0 - 0 | Sunderland           | Carrow Road                     | 8 de abril | 19:45 |
| Preston North End | 2 - 2 | Cardiff City         | Deepdale                        | 8 de abril | 19:45 |
| Sheffield United  | 0 - 1 | Millwall             | Bramall Lane                    | 8 de abril | 19:45 |
| Stoke City        | 1 - 1 | Luton Town           | Bet365 Stadium                  | 8 de abril | 19:45 |
| Watford           | 1 - 0 | Hull City            | Vicarage Road                   | 8 de abril | 19:45 |
| Derby County      | 0 - 0 | Burnley              | Pride Park Stadium              | 8 de abril | 19:45 |
| Middlesbrough     | 0 - 1 | Leeds United         | Riverside Stadium               | 8 de abril | 20:00 |
| Oxford United     | 1 - 3 | Queens Park Rangers  | Kassam Stadium                  | 9 de abril | 19:45 |
| Swansea City      | 3 - 0 | Plymouth Argyle      | Liberty Stadium                 | 9 de abril | 19:45 |
| Coventry City     | 1 - 0 | Portsmouth           | Coventry Building Society Arena | 9 de abril | 20:00 |

| Burnley              | 2 - 1 | Norwich City      | Turf Moor            | 11 de abril | 20:00 |
| Leeds United         | 2 - 1 | Preston North End | Elland Road          | 12 de abril | 12:30 |
| Plymouth Argyle      | 2 - 1 | Sheffield United  | Home Park            | 12 de abril | 12:30 |
| Cardiff City         | 0 - 1 | Stoke City        | Cardiff City Stadium | 12 de abril | 15:00 |
| Luton Town           | 0 - 1 | Blackburn Rovers  | Kenilworth Road      | 12 de abril | 15:00 |
| Millwall             | 1 - 0 | Middlesbrough     | The Den              | 12 de abril | 15:00 |
| Portsmouth           | 2 - 2 | Derby County      | Fratton Park         | 12 de abril | 15:00 |
| Queens Park Rangers  | 1 - 1 | Bristol City      | Loftus Road          | 12 de abril | 15:00 |
| Sheffield Wednesday  | 0 - 1 | Oxford United     | Hillsborough Stadium | 12 de abril | 15:00 |
| Sunderland           | 0 - 1 | Swansea City      | Stadium of Light     | 12 de abril | 15:00 |
| West Bromwich Albion | 2 - 1 | Watford           | The Hawthorns        | 12 de abril | 15:00 |
| Hull City            | 1 - 1 | Coventry City     | MKM Stadium          | 14 de abril | 20:00 |

| Derby County      | 0 - 1 | Luton Town           | Pride Park Stadium              | 18 de abril | 12:30 |
| Blackburn Rovers  | 4 - 1 | Millwall             | Ewood Park                      | 18 de abril | 15:00 |
| Bristol City      | 2 - 1 | Sunderland           | Ashton Gate Stadium             | 18 de abril | 15:00 |
| Coventry City     | 2 - 0 | West Bromwich Albion | Coventry Building Society Arena | 18 de abril | 15:00 |
| Middlesbrough     | 2 - 1 | Plymouth Argyle      | Riverside Stadium               | 18 de abril | 15:00 |
| Norwich City      | 3 - 5 | Portsmouth           | Carrow Road                     | 18 de abril | 15:00 |
| Preston North End | 1 - 2 | Queens Park Rangers  | Deepdale                        | 18 de abril | 15:00 |
| Stoke City        | 2 - 0 | Sheffield Wednesday  | Bet365 Stadium                  | 18 de abril | 15:00 |
| Swansea City      | 1 - 0 | Hull City            | Liberty Stadium                 | 18 de abril | 15:00 |
| Watford           | 1 - 2 | Burnley              | Vicarage Road                   | 18 de abril | 15:00 |
| Sheffield United  | 2 - 0 | Cardiff City         | Bramall Lane                    | 18 de abril | 17:30 |
| Oxford United     | 0 - 1 | Leeds United         | Kassam Stadium                  | 18 de abril | 20:00 |

| Cardiff City         | 1 - 1 | Oxford United     | Cardiff City Stadium | 21 de abril | 15:00 |
| Hull City            | 2 - 1 | Preston North End | MKM Stadium          | 21 de abril | 15:00 |
| Leeds United         | 6 - 0 | Stoke City        | Elland Road          | 21 de abril | 15:00 |
| Luton Town           | 3 - 1 | Bristol City      | Kenilworth Road      | 21 de abril | 15:00 |
| Millwall             | 3 - 1 | Norwich City      | The Den              | 21 de abril | 15:00 |
| Plymouth Argyle      | 3 - 1 | Coventry City     | Home Park            | 21 de abril | 15:00 |
| Portsmouth           | 1 - 0 | Watford           | Fratton Park         | 21 de abril | 15:00 |
| Queens Park Rangers  | 1 - 2 | Swansea City      | Loftus Road          | 21 de abril | 15:00 |
| Sheffield Wednesday  | 2 - 1 | Middlesbrough     | Hillsborough Stadium | 21 de abril | 15:00 |
| Sunderland           | 0 - 1 | Blackburn Rovers  | Stadium of Light     | 21 de abril | 15:00 |
| West Bromwich Albion | 1 - 3 | Derby County      | The Hawthorns        | 21 de abril | 15:00 |
| Burnley              | 2 - 1 | Sheffield United  | Turf Moor            | 21 de abril | 17:30 |

| Stoke City          | 0 - 2 | Sheffield United     | Bet365 Stadium       | 25 de abril | 20:00 |
| Luton Town          | 1 - 0 | Coventry City        | Kenilworth Road      | 26 de abril | 12:30 |
| Queens Park Rangers | 0 - 5 | Burnley              | Loftus Road          | 26 de abril | 12:30 |
| Blackburn Rovers    | 2 - 1 | Watford              | Ewood Park           | 26 de abril | 15:00 |
| Cardiff City        | 0 - 0 | West Bromwich Albion | Cardiff City Stadium | 26 de abril | 15:00 |
| Hull City           | 0 - 1 | Derby County         | MKM Stadium          | 26 de abril | 15:00 |
| Middlesbrough       | 0 - 0 | Norwich City         | Riverside Stadium    | 26 de abril | 15:00 |
| Millwall            | 1 - 0 | Swansea City         | The Den              | 26 de abril | 15:00 |
| Oxford United       | 2 - 0 | Sunderland           | Kassam Stadium       | 26 de abril | 15:00 |
| Preston North End   | 1 - 2 | Plymouth Argyle      | Deepdale             | 26 de abril | 15:00 |
| Sheffield Wednesday | 1 - 1 | Portsmouth           | Hillsborough Stadium | 26 de abril | 15:00 |
| Leeds United        | 4 - 0 | Bristol City         | Elland Road          | 28 de abril | 20:00 |

| Bristol City         | 2 - 2 | Preston North End   | Ashton Gate Stadium             | 3 de mayo | 12:30 |
| Burnley              | 3 - 1 | Millwall            | Turf Moor                       | 3 de mayo | 12:30 |
| Coventry City        | 2 - 0 | Middlesbrough       | Coventry Building Society Arena | 3 de mayo | 12:30 |
| Derby County         | 0 - 0 | Stoke City          | Pride Park Stadium              | 3 de mayo | 12:30 |
| Norwich City         | 4 - 2 | Cardiff City        | Carrow Road                     | 3 de mayo | 12:30 |
| Plymouth Argyle      | 1 - 2 | Leeds United        | Home Park                       | 3 de mayo | 12:30 |
| Portsmouth           | 1 - 1 | Hull City           | Fratton Park                    | 3 de mayo | 12:30 |
| Sheffield United     | 1 - 1 | Blackburn Rovers    | Bramall Lane                    | 3 de mayo | 12:30 |
| Sunderland           | 0 - 1 | Queens Park Rangers | Stadium of Light                | 3 de mayo | 12:30 |
| Swansea City         | 3 - 3 | Oxford United       | Liberty Stadium                 | 3 de mayo | 12:30 |
| Watford              | 1 - 1 | Sheffield Wednesday | Vicarage Road                   | 3 de mayo | 12:30 |
| West Bromwich Albion | 5 - 3 | Luton Town          | The Hawthorns                   | 3 de mayo | 12:30 |

### Tabla de resultados cruzados
| Local \ Visitante    | BLA | BRI | BUR | CAR | COV | DER | HUL | LEE | LUT | MID | MIL | NOR | OXF | PLY | POR | PNE | QPR | SHE | SHW | STO | SUN | SWA | WAT | WBA |
| -------------------- | --- | --- | --- | --- | --- | --- | --- | --- | --- | --- | --- | --- | --- | --- | --- | --- | --- | --- | --- | --- | --- | --- | --- | --- |
| Blackburn Rovers     | —   | 3–0 | 0–1 | 1–2 | 0–2 | 4–2 | 0–1 | 1–0 | 2–0 | 0–2 | 4–1 | 1–1 | 2–1 | 2–0 | 3–0 | 2–1 | 2–0 | 0–2 | 2–2 | 0–2 | 2–2 | 1–0 | 2–1 | 0–0 |
| Bristol City         | 2–1 | —   | 0–1 | 1–1 | 1–1 | 1–0 | 1–1 | 0–0 | 1–0 | 2–1 | 4–3 | 2–1 | 2–1 | 4–0 | 3–0 | 2–2 | 1–1 | 1–2 | 0–0 | 2–0 | 2–1 | 0–1 | 2–1 | 2–1 |
| Burnley              | 1–1 | 1–0 | —   | 5–0 | 2–0 | 0–0 | 2–0 | 0–0 | 4–0 | 1–1 | 3–1 | 2–1 | 1–0 | 1–0 | 2–1 | 0–0 | 0–0 | 2–1 | 2–0 | 0–0 | 0–0 | 1–0 | 2–1 | 1–1 |
| Cardiff City         | 1–3 | 1–1 | 1–2 | —   | 1–1 | 2–1 | 1–0 | 0–2 | 1–2 | 0–2 | 1–0 | 2–1 | 1–1 | 5–0 | 2–0 | 0–2 | 0–2 | 0–2 | 1–1 | 0–1 | 0–2 | 3–0 | 1–1 | 0–0 |
| Coventry City        | 3–0 | 1–0 | 1–2 | 2–2 | —   | 1–2 | 2–1 | 0–2 | 3–2 | 2–0 | 0–0 | 0–1 | 3–2 | 4–0 | 1–0 | 2–1 | 1–0 | 2–2 | 1–2 | 3–2 | 3–0 | 1–2 | 2–1 | 2–0 |
| Derby County         | 2–1 | 3–0 | 0–0 | 1–0 | 2–0 | —   | 1–1 | 0–1 | 0–1 | 1–0 | 0–1 | 2–3 | 0–0 | 1–1 | 4–0 | 2–0 | 2–0 | 0–1 | 1–2 | 0–0 | 0–1 | 1–2 | 0–2 | 2–1 |
| Hull City            | 0–1 | 1–1 | 1–1 | 4–1 | 1–1 | 0–1 | —   | 3–3 | 0–1 | 0–1 | 0–0 | 1–1 | 2–1 | 2–0 | 1–1 | 2–1 | 1–2 | 0–2 | 0–2 | 1–2 | 0–1 | 2–1 | 1–1 | 1–2 |
| Leeds United         | 1–1 | 4–0 | 0–1 | 7–0 | 3–0 | 2–0 | 2–0 | —   | 3–0 | 3–1 | 2–0 | 2–0 | 4–0 | 3–0 | 3–3 | 2–1 | 2–0 | 2–0 | 3–0 | 6–0 | 2–1 | 2–2 | 2–1 | 1–1 |
| Luton Town           | 0–1 | 3–1 | 1–4 | 1–0 | 1–0 | 2–1 | 1–0 | 1–1 | —   | 0–0 | 0–1 | 0–1 | 2–2 | 1–1 | 1–0 | 0–0 | 1–2 | 0–1 | 2–1 | 2–1 | 1–2 | 1–1 | 3–0 | 1–1 |
| Middlesbrough        | 0–1 | 0–2 | 0–0 | 1–1 | 0–3 | 1–0 | 3–1 | 0–1 | 5–1 | —   | 1–0 | 0–0 | 2–1 | 2–1 | 2–2 | 1–1 | 2–1 | 1–0 | 3–3 | 2–0 | 2–3 | 1–0 | 0–1 | 2–0 |
| Millwall             | 1–0 | 0–2 | 1–0 | 2–2 | 0–1 | 1–1 | 0–1 | 1–0 | 0–1 | 1–0 | —   | 3–1 | 0–1 | 1–0 | 2–1 | 3–1 | 2–1 | 0–1 | 3–0 | 1–0 | 1–1 | 1–0 | 2–3 | 1–1 |
| Norwich City         | 2–2 | 0–2 | 1–2 | 4–2 | 2–1 | 1–1 | 4–0 | 1–1 | 4–2 | 3–3 | 2–1 | —   | 1–1 | 6–1 | 3–5 | 0–1 | 1–1 | 1–1 | 2–3 | 4–2 | 0–0 | 5–1 | 4–1 | 1–0 |
| Oxford United        | 1–0 | 1–1 | 0–0 | 3–2 | 2–3 | 1–1 | 1–0 | 0–1 | 3–2 | 2–6 | 1–1 | 2–0 | —   | 2–0 | 0–2 | 3–1 | 1–3 | 1–0 | 1–3 | 1–0 | 2–0 | 1–2 | 1–0 | 1–1 |
| Plymouth Argyle      | 2–1 | 2–2 | 0–5 | 1–1 | 3–1 | 2–3 | 1–1 | 1–2 | 3–1 | 3–3 | 5–1 | 2–1 | 1–1 | —   | 1–0 | 3–3 | 0–1 | 2–1 | 0–3 | 0–1 | 3–2 | 1–2 | 2–2 | 2–1 |
| Portsmouth           | 1–0 | 3–0 | 0–0 | 2–1 | 4–1 | 2–2 | 1–1 | 1–0 | 0–0 | 2–1 | 0–1 | 0–0 | 1–1 | 1–2 | —   | 3–1 | 2–1 | 0–0 | 1–2 | 3–1 | 1–3 | 4–0 | 1–0 | 0–3 |
| Preston North End    | 0–0 | 1–3 | 0–0 | 2–2 | 1–0 | 1–1 | 1–0 | 1–1 | 1–0 | 2–1 | 1–1 | 2–2 | 1–1 | 1–2 | 2–1 | —   | 1–2 | 0–2 | 3–1 | 1–1 | 0–0 | 0–0 | 3–0 | 1–1 |
| Queens Park Rangers  | 2–1 | 1–1 | 0–5 | 0–0 | 1–1 | 4–0 | 1–3 | 2–2 | 2–1 | 1–4 | 1–1 | 3–0 | 2–0 | 1–1 | 1–2 | 2–1 | —   | 1–2 | 0–2 | 1–1 | 0–0 | 1–2 | 3–1 | 1–3 |
| Sheffield United     | 1–1 | 1–1 | 0–2 | 2–0 | 3–1 | 1–0 | 0–3 | 1–3 | 2–0 | 3–1 | 0–1 | 2–0 | 3–0 | 2–0 | 2–1 | 1–0 | 2–2 | —   | 1–0 | 2–0 | 1–0 | 1–0 | 1–0 | 1–1 |
| Sheffield Wednesday  | 0–1 | 2–2 | 0–2 | 1–1 | 1–2 | 4–2 | 0–1 | 0–2 | 1–1 | 2–1 | 2–2 | 2–0 | 0–1 | 4–0 | 1–1 | 1–1 | 1–1 | 0–1 | —   | 2–0 | 1–2 | 0–0 | 2–6 | 3–2 |
| Stoke City           | 1–0 | 2–2 | 0–2 | 2–2 | 1–0 | 2–1 | 1–3 | 0–2 | 1–1 | 1–3 | 1–1 | 1–1 | 0–0 | 0–0 | 6–1 | 0–0 | 3–1 | 0–2 | 2–0 | —   | 1–0 | 3–1 | 0–0 | 1–2 |
| Sunderland           | 0–1 | 1–1 | 1–0 | 2–1 | 2–2 | 2–0 | 0–1 | 2–2 | 2–0 | 1–0 | 1–0 | 2–1 | 2–0 | 2–2 | 1–0 | 1–1 | 0–1 | 2–1 | 4–0 | 2–1 | —   | 0–1 | 2–2 | 0–0 |
| Swansea City         | 3–0 | 1–1 | 0–2 | 1–1 | 0–2 | 1–0 | 1–0 | 3–4 | 2–1 | 1–0 | 0–1 | 1–0 | 3–3 | 3–0 | 2–2 | 3–0 | 3–0 | 1–2 | 0–1 | 0–0 | 2–3 | —   | 1–0 | 1–1 |
| Watford              | 1–0 | 1–0 | 1–2 | 1–2 | 1–1 | 2–1 | 1–0 | 0–4 | 2–0 | 2–1 | 1–2 | 0–1 | 1–0 | 0–0 | 2–1 | 1–2 | 0–0 | 1–2 | 1–1 | 3–0 | 2–1 | 1–0 | —   | 2–1 |
| West Bromwich Albion | 0–2 | 2–1 | 0–0 | 0–0 | 2–0 | 1–3 | 1–1 | 0–0 | 5–3 | 0–1 | 0–0 | 2–2 | 2–0 | 1–0 | 5–1 | 3–1 | 1–0 | 2–2 | 2–1 | 1–1 | 0–1 | 1–0 | 2–1 | —   |

## Play-Offs
Los horarios corresponden al huso horario de verano británico (UTC+1).

### Cuadro
|  | Semifinales                                                  | Semifinales                                                  | Semifinales                                                  | Semifinales                                                  | Semifinales                                                  |   |   | Final              | Final              | Final              |  |
|  | 8 y 9 de mayo de 2025 (ida) 12 y 13 de mayo de 2025 (vuelta) | 8 y 9 de mayo de 2025 (ida) 12 y 13 de mayo de 2025 (vuelta) | 8 y 9 de mayo de 2025 (ida) 12 y 13 de mayo de 2025 (vuelta) | 8 y 9 de mayo de 2025 (ida) 12 y 13 de mayo de 2025 (vuelta) | 8 y 9 de mayo de 2025 (ida) 12 y 13 de mayo de 2025 (vuelta) |   |   | 24 de mayo de 2025 | 24 de mayo de 2025 | 24 de mayo de 2025 |  |
|  |                                                              |                                                              |                                                              |                                                              |                                                              |   |   |                    |                    |                    |  |
|  |                                                              |                                                              |                                                              |                                                              |                                                              |   |   |                    |                    |                    |  |
|  | 3                                                            | Sheffield United                                             | 3                                                            | 3                                                            | 6                                                            |   |   |                    |                    |                    |  |
|  | 3                                                            | Sheffield United                                             | 3                                                            | 3                                                            | 6                                                            |   |   |                    |                    |                    |  |
|  | 6                                                            | Bristol City                                                 | 0                                                            | 0                                                            | 0                                                            |   |   |                    |                    |                    |  |
|  | 6                                                            | Bristol City                                                 | 0                                                            | 0                                                            | 0                                                            |   | 3 | Sheffield United   | 1                  |                    |  |
|  |                                                              |                                                              |                                                              |                                                              |                                                              |   | 3 | Sheffield United   | 1                  |                    |  |
|  |                                                              |                                                              | 4                                                            | Sunderland                                                   | 2                                                            |   |   |                    |                    |                    |  |
|  | 4                                                            | Sunderland                                                   | 4                                                            | Sunderland                                                   | 2                                                            | 2 | 1 | 3                  |                    |                    |  |
|  | 4                                                            | Sunderland                                                   |                                                              |                                                              |                                                              | 2 | 1 | 3                  |                    |                    |  |
|  | 5                                                            | Coventry City                                                | 1                                                            | 1                                                            | 2                                                            |   |   |                    |                    |                    |  |
|  | 5                                                            | Coventry City                                                | 1                                                            | 1                                                            | 2                                                            |   |   |                    |                    |                    |  |
|  |                                                              |                                                              |                                                              |                                                              |                                                              |   |   |                    |                    |                    |  |

### Semifinales
| Ida; 8 de mayo de 2025 | Bristol City | 0:3 (0:1) | Sheffield United                              | Ashton Gate Stadium, Bristol                                |                                                             |
| 20:00                  |              | Reporte   | Burrows 45+3' (pen) · Brooks 73' · O'Hare 79' | Asistencia: 25 652 espectadores Árbitro(s): Oliver Langford | Asistencia: 25 652 espectadores Árbitro(s): Oliver Langford |

| Vuelta; 12 de mayo de 2025 | Sheffield United                   | 3:0 (1:0) (Global 6:0) | Bristol City | Bramall Lane, Sheffield                                  |                                                          |
| 20:00                      | Moore 41' · Hamer 52' · O'Hare 83' | Reporte                |              | Asistencia: 26 543 espectadores Árbitro(s): Peter Bankes | Asistencia: 26 543 espectadores Árbitro(s): Peter Bankes |

| Ida; 9 de mayo de 2025 | Coventry City | 1:2 (0:0) | Sunderland               | Coventry Building Society Arena, Coventry              |                                                        |
| 20:00                  | Rudoni 70'    | Reporte   | Isidor 68' · Mayenda 88' | Asistencia: 31 293 espectadores Árbitro(s): John Busby | Asistencia: 31 293 espectadores Árbitro(s): John Busby |

| Vuelta; 13 de mayo de 2025 | Sunderland     | 1:1 (0:1, 0:0) (t. s.)(Global 3:2) | Coventry City   | Stadium of Light, Sunderland                            |                                                         |
| 20:00                      | Ballard 120+2' | Reporte                            | Mason-Clark 76' | Asistencia: 46 530 espectadores Árbitro(s): Andy Madley | Asistencia: 46 530 espectadores Árbitro(s): Andy Madley |

### Final
| 24 de mayo de 2025 | Sheffield United | 1:2 (1:0) | Sunderland                 | Wembley, Londres                                           |                                                            |
| 15:01              | Campbell 25'     | Reporte   | Mayenda 76' · Watson 90+5' | Asistencia: 82 718 espectadores Árbitro(s): Chris Kavanagh | Asistencia: 82 718 espectadores Árbitro(s): Chris Kavanagh |

|  | vs. |

## Datos y estadísticas

### Máximos goleadores
Actualizado el 3 de mayo de 2025.
| Pos. | Jugador         | Equipo               | Goles | Part. | Prom. |
| ---- | --------------- | -------------------- | ----- | ----- | ----- |
| 1    | Joël Piroe      | Leeds United         | 19    | 46    | 0.42  |
| 2    | Borja Sainz     | Norwich City         | 18    | 41    | 0.44  |
| 3    | Josh Brownhill  | Burnley              | 18    | 42    | 0.43  |
| 4    | Josh Sargent    | Norwich City         | 15    | 32    | 0.47  |
| 5    | Tommy Conway    | Middlesbrough        | 13    | 36    | 0.36  |
| 6    | Josh Windass    | Sheffield Wednesday  | 13    | 44    | 0.3   |
| 7    | Josh Maja       | West Bromwich Albion | 12    | 26    | 0.46  |
| 8    | Haji Wright     | Coventry City        | 12    | 27    | 0.44  |
| 9    | Callum Robinson | Cardiff City         | 12    | 34    | 0.35  |
| 10   | Zian Flemming   | Burnley              | 12    | 35    | 0.34  |

### Máximos asistentes
Actualizado el 3 de mayo de 2025.
| Pos. | Jugador       | Equipo               | Asistencias | Part. | Prom. |
| ---- | ------------- | -------------------- | ----------- | ----- | ----- |
| 1    | Josh Murphy   | Portsmouth           | 14          | 42    | 0.33  |
| 2    | Tom Fellows   | West Bromwich Albion | 14          | 45    | 0.31  |
| 3    | Manor Solomon | Leeds United         | 12          | 39    | 0.31  |
| 4    | Jack Rudoni   | Coventry City        | 12          | 43    | 0.28  |
| 5    | Finn Azaz     | Middlesbrough        | 11          | 45    | 0.24  |
| 6    | Junior Firpo  | Leeds United         | 10          | 32    | 0.31  |
| 7    | Daniel James  | Leeds United         | 9           | 36    | 0.25  |
| 8    | Max Bird      | Bristol City         | 8           | 46    | 0.17  |
| 9    | Ben Doak      | Middlesbrough        | 7           | 24    | 0.29  |
| 10   | Todd Cantwell | Blackburn Rovers     | 7           | 37    | 0.19  |

Un asterisco muestra los jugadores que jugaron para dos equipos en la misma temporada.

### Autogoles
| Fecha | Jugador | Minuto | Local | Resultado | Visitante | Jornada |
| ----- | ------- | ------ | ----- | --------- | --------- | ------- |

| Datos actualizados a 28 de febrero de 2023 |

### Hat-tricks o pókers
Aquí se encuentra la lista de hat-tricks y póker de goles (en general, tres o más goles marcados por un jugador en un mismo encuentro) conseguidos en la temporada.
| Fecha    | Jugador             | Goles                 | Local               | Resultado | Visitante            | Jornada    |
| -------- | ------------------- | --------------------- | ------------------- | --------- | -------------------- | ---------- |
| 10/08/24 | Josh Maja           | 26' 51' 55'           | Queens Park Rangers | 1 - 3     | West Bromwich Albion | Jornada 1  |
| 28/09/24 | Borja Sainz         | 45+3' 65' 87'         | Derby County        | 2 - 3     | Norwich City         | Jornada 7  |
| 02/10/24 | Tom Cannon          | 13' 43' 48' (pen) 51' | Stoke City          | 6 - 1     | Portsmouth           | Jornada 8  |
| 02/11/24 | Vakoun Bayo         | 58' (pen) 67' 85' 88' | Sheffield Wednesday | 2 - 6     | Watford              | Jornada 13 |
| 23/11/24 | Emmanuel Latte Lath | 37' 45' (pen) 49'     | Oxford United       | 2 - 6     | Middlesbrough        | Jornada 16 |
| 26/11/24 | Borja Sainz         | 2' 17' 72'            | Norwich City        | 6 - 1     | Plymouth Argyle      | Jornada 17 |
| 21/12/24 | Callum Lang         | 14' 43' 48' 55'       | Portsmouth          | 4 - 1     | Coventry City        | Jornada 22 |
| 15/03/25 | Haji Wright         | 21' 29' 73' (pen)     | Coventry City       | 3 – 0     | Sunderland           | Jornada 38 |

## Premios

### Premios mensuales
| Mes        | Entrenador del mes | Entrenador del mes | Jugador del mes    | Jugador del mes  | Gol del mes     | Gol del mes         |
| Mes        | Técnico            | Equipo             | Jugador            | Equipo           | Jugador         | Equipo              |
| ---------- | ------------------ | ------------------ | ------------------ | ---------------- | --------------- | ------------------- |
| Agosto     | Régis Le Bris      | Sunderland         | Mark Harris        | Oxford United    | Andreas Weimann | Blackburn Rovers    |
| Septiembre | Chris Wilder       | Sheffield United   | Borja Sainz        | Norwich City     | Chris Rigg      | Sunderland          |
| Octubre    | Régis Le Bris      | Sunderland         | Borja Sainz        | Norwich City     | Michael Smith   | Portsmouth          |
| Noviembre  | Chris Wilder       | Sheffield United   | Finn Azaz          | Middlesbrough    | Jerry Yates     | Derby County        |
| Diciembre  | Daniel Farke       | Leeds United       | Ephron Mason-Clark | Coventry City    | Barry Bannan    | Sheffield Wednesday |
| Enero      | Gary Rowett        | Oxford United      | James Trafford     | Burnley          | Josh Windass    | Sheffield Wednesday |
| Febrero    | Daniel Farke       | Leeds United       | Daniel James       | Leeds United     | Lewis Baker     | Stoke City          |
| Marzo      | Chris Wilder       | Sheffield United   | Tyrese Campbell    | Sheffield United | Romaine Mundle  | Sunderland          |
| Abril      | Scott Parker       | Burnley            | Josh Brownhill     | Burnley          | TBD             | TBD                 |

### Premios anuales
| Jugador de la temporada | Jugador de la temporada | Jugador joven de la temporada | Jugador joven de la temporada | Aprendiz de la temporada | Aprendiz de la temporada |
| Jugador                 | Equipo                  | Jugador                       | Equipo                        | Jugador                  | Equipo                   |
| ----------------------- | ----------------------- | ----------------------------- | ----------------------------- | ------------------------ | ------------------------ |
| Gustavo Hamer           | Sheffield United        | Jobe Bellingham               | Sunderland                    | Chris Rigg               | Sunderland               |

## Fichajes

### Fichajes más caros del mercado de verano
| Jugador         | Club de destino | Club de origen    | Precio (€)  | Ref.   |
| --------------- | --------------- | ----------------- | ----------- | ------ |
| Mike Trésor     | Burnley         | Genk              | 18.000.000€ | [ 71 ] |
| Maxime Estève   | Burnley         | Montpellier       | 12.000.000€ | [ 72 ] |
| Joe Rodon       | Leeds United    | Tottenham         | 11.800.000€ | [ 73 ] |
| Mark McGuinness | Luton Town      | Cardiff City      | 11.700.000€ | [ 74 ] |
| Ante Crnac      | Norwich City    | Raków Częstochowa | 11.000.000€ | [ 75 ] |
| Largie Ramazani | Leeds United    | Almería           | 7.700.000€  | [ 76 ] |
| Hannibal Mejbri | Burnley         | Manchester United | 6.400.000€  | [ 77 ] |
| Jayden Bogle    | Leeds United    | Sheffield United  | 5.950.000€  | [ 78 ] |
| Joe Worrall     | Burnley         | Nottingham Forest | 5.900.000€  | [ 79 ] |
| Jack Rudoni     | Coventry City   | Huddersfield Town | 5.900.000€  | [ 80 ] |

| Datos actualizados a 1 de septiembre de 2024. Fuentes: |

### Fichajes más caros del mercado de invierno
| Jugador          | Club de destino      | Club de origen           | Precio (€) | Ref.   |
| ---------------- | -------------------- | ------------------------ | ---------- | ------ |
| Tom Cannon       | Sheffield United     | Leicester City           | 11.850.000 | [ 81 ] |
| Morgan Whittaker | Middlesbrough        | Plymouth Argyle          | 7.100.000  | [ 82 ] |
| Matěj Jurásek    | Norwich City         | Slavia Praga             | 7.000.000  | [ 83 ] |
| Wilson Isidor    | Sunderland           | Zenit de San Petersburgo | 6.000.000  | [ 84 ] |
| Isaiah Jones     | Luton Town           | Middlesbrough            | 5.900.000  | [ 85 ] |
| Sondre Langås    | Derby County         | Viking                   | 4.800.000  | [ 86 ] |
| Yousef Salech    | Cardiff City         | Sirius                   | 4.000.000  | [ 87 ] |
| Tammer Bany      | West Bromwich Albion | Randers                  | 4.000.000  | [ 88 ] |
| Lasse Nordås     | Luton Town           | Tromsø                   | 3.600.000  | [ 89 ] |
| Thelo Aasgaard   | Luton Town           | Wigan                    | 3.600.000  | [ 90 ] |

| Datos actualizados a 4 de febrero de 2025. Fuentes: |